# Episodi di Doraemon (serie animata 1979) (stagioni italiane)
Questa è la lista delle stagioni italiane dell'anime 1979 di Doraemon, trasmesso da Mediaset dal 3 marzo 2003 al 30 gennaio 2013. Tutte le stagioni sono state trasmesse in prima visione assoluta da Italia 1, ad eccezione della sesta – proposta come esclusiva del canale a pagamento Hiro – e di alcuni episodi inediti, recuperati successivamente in occasione delle repliche su Boing. La seguente lista si rende necessaria in quanto – analogamente ad altre situazioni, quali la trasmissione di Shin Chan – l'ordine italiano di trasmissione differisce in maniera radicale da quello originale, ed è da considerarsi come panoramica, appendice e integrazione alle informazioni già riportate nella tabella della sezione stagioni presente all'interno della voce principale. 
Per rendere agevole la consultazione della lista, vengono escluse dalla trattazione in questa sede eventuali episodi inediti, oltre che le trame dei singoli episodi e i titoli in kanji e romaji – già riportati nelle sottopagine della già citata tabella, e rapidamente reperibili utilizzando l'anno di trasmissione o il numero di episodio originale – ma anche i 306 episodi trasmessi da Rai 2 tra il 25 ottobre 1982 e il 10 marzo dell'anno successivo, dato che seguono l'ordine di trasmissione nipponico senza alcuna variazione.

## Prima stagione
La prima stagione italiana dell'anime 1979 Doraemon comprende 104 episodi ed è stata trasmessa su Italia 1 dal 3 marzo 2003 al 6 giugno dello stesso anno, accompagnati dalla versione estesa della sigla di apertura e chiusura (eliminata in occasione delle repliche, ma recuperabile dall'edizione DVD); l'episodio introduttivo, Dalla Terra del lontano futuro, ha la funzione di introduzione e presentazione all'intera serie, ed è anche l'unico caso di episodio speciale doppiato in occasione dell'edizione italiana.
| Nº Ja | Nº It | Titolo italiano                           | In onda           | In onda        |
| Nº Ja | Nº It | Titolo italiano                           | Giapponese        | Italiano       |
| S100  | 1     | Dalla Terra del lontano futuro            | 31 dicembre 2002  | 3 marzo 2003   |
| 783   | 2     | Il registra realtà                        | 23 novembre 1984  | 3 marzo 2003   |
| 622   | 3     | La televisione di Nobita                  | 16 ottobre 1981   | 4 marzo 2003   |
| 759   | 4     | La macchina eco                           | 25 maggio 1984    | 4 marzo 2003   |
| 626   | 5     | La macchina cambia data                   | 30 ottobre 1981   | 5 marzo 2003   |
| 762   | 6     | La mongolfiera a risparmio energetico     | 15 giugno 1984    | 5 marzo 2003   |
| 629   | 7     | La navicella spaziale di Nobita           | 6 novembre 1981   | 6 marzo 2003   |
| 763   | 8     | La messinscena di Nobita                  | 22 giugno 1984    | 6 marzo 2003   |
| 630   | 9     | Lo stipendio di papà                      | 13 novembre 1981  | 7 marzo 2003   |
| 764   | 10    | La petpen                                 | 29 giugno 1984    | 7 marzo 2003   |
| 631   | 11    | Dispositivo di scambio                    | 13 novembre 1981  | 10 marzo 2003  |
| 765   | 12    | Il ghiaccio profumo                       | 6 luglio 1984     | 10 marzo 2003  |
| 632   | 13    | Il robot ventriloquo                      | 20 novembre 1981  | 11 marzo 2003  |
| 766   | 14    | Il bicondizionatore                       | 13 luglio 1984    | 11 marzo 2003  |
| 768   | 15    | Un super eroe                             | 27 luglio 1984    | 12 marzo 2003  |
| 634   | 16    | Mekadog                                   | 27 novembre 1981  | 12 marzo 2003  |
| 769   | 17    | Il fazzoletto magico                      | 3 agosto 1984     | 13 marzo 2003  |
| 620   | 18    | L'invito pillola                          | 9 ottobre 1981    | 13 marzo 2003  |
| 770   | 19    | L'acchiappaciclone e il vento distruttore | 17 agosto 1984    | 14 marzo 2003  |
| 621   | 20    | La teoria della civiltà sotterranea       | 9 ottobre 1981    | 14 marzo 2003  |
| 760   | 21    | La gomma dell'impegno                     | 1º giugno 1984    | 17 marzo 2003  |
| 619   | 22    | L'insetto-plano                           | 2 ottobre 1981    | 17 marzo 2003  |
| 773   | 23    | La cintura a calamita umana               | 7 settembre 1984  | 18 marzo 2003  |
| 772   | 24    | La macchina spazio-temporale              | 31 agosto 1984    | 18 marzo 2003  |
| 774   | 25    | La macchina per il mare istantaneo        | 21 settembre 1984 | 19 marzo 2003  |
| 628   | 26    | Robotguru                                 | 6 novembre 1981   | 19 marzo 2003  |
| 775   | 27    | Il kit di guardia                         | 28 settembre 1984 | 20 marzo 2003  |
| 636   | 28    | Chi di guardia                            | 4 dicembre 1981   | 20 marzo 2003  |
| 776   | 29    | Master Mask                               | 5 ottobre 1984    | 21 marzo 2003  |
| 625   | 30    | Missione di soccorso                      | 23 ottobre 1981   | 21 marzo 2003  |
| 777   | 31    | Il terremotest                            | 12 ottobre 1984   | 24 marzo 2003  |
| 637   | 32    | Il raggio dell'onestà                     | 4 dicembre 1981   | 24 marzo 2003  |
| 778   | 33    | Il robot fantasma                         | 19 ottobre 1984   | 25 marzo 2003  |
| 640   | 34    | Berretto dell'obbedienza                  | 18 dicembre 1981  | 25 marzo 2003  |
| 779   | 35    | Un successo inaspettato                   | 26 ottobre 1984   | 26 marzo 2003  |
| 642   | 36    | La corda tuttofare                        | 25 dicembre 1981  | 26 marzo 2003  |
| 780   | 37    | Il sentimentimetro                        | 2 novembre 1984   | 27 marzo 2003  |
| 641   | 38    | Un robot solidale                         | 18 dicembre 1981  | 27 marzo 2003  |
| 782   | 39    | Il mestiere di genitore                   | 16 novembre 1984  | 28 marzo 2003  |
| 638   | 40    | La borsa etciù                            | 11 dicembre 1981  | 28 marzo 2003  |
| 785   | 41    | Scherzo camera                            | 7 dicembre 1984   | 31 marzo 2003  |
| 645   | 42    | Lo zoo safari degli animali di fantasia   | 15 gennaio 1982   | 31 marzo 2003  |
| 786   | 43    | Il talismano portafortuna                 | 14 dicembre 1984  | 1º aprile 2003 |
| 646   | 44    | I satelliti trasmettitori d'aria          | 22 gennaio 1982   | 1º aprile 2003 |
| 788   | 45    | La batteria raccogli energia              | 28 dicembre 1984  | 2 aprile 2003  |
| 649   | 46    | Il televisore ad acqua                    | 12 febbraio 1982  | 2 aprile 2003  |
| 789   | 47    | Usiamo la rotazione della terra           | 4 gennaio 1985    | 3 aprile 2003  |
| 644   | 48    | Il robot pupazzo di neve                  | 8 gennaio 1982    | 3 aprile 2003  |
| 618   | 49    | Amici per la pelle                        | 2 ottobre 1981    | 4 aprile 2003  |
| 758   | 50    | La canna da pesca sotterranea             | 2 aprile 1982     | 4 aprile 2003  |
| 790   | 51    | Il tè dell'avventura                      | 11 gennaio 1985   | 7 aprile 2003  |
| 650   | 52    | La bomba a tempo                          | 19 febbraio 1982  | 7 aprile 2003  |
| 792   | 53    | La pistola degli scherzi                  | 25 gennaio 1985   | 8 aprile 2003  |
| 651   | 54    | Lo spaventapasseri identico               | 26 febbraio 1982  | 8 aprile 2003  |
| 791   | 55    | Lo sfornapeluche                          | 18 gennaio 1985   | 9 aprile 2003  |
| 653   | 56    | I pennarelli vitalizzanti                 | 12 marzo 1982     | 9 aprile 2003  |
| 793   | 57    | La turnandrè                              | 1º febbraio 1985  | 10 aprile 2003 |
| 655   | 58    | La luce pietrosa                          | 26 marzo 1982     | 10 aprile 2003 |
| 794   | 59    | Il cerchio dell'amicizia                  | 8 febbraio 1985   | 11 aprile 2003 |
| 654   | 60    | La sicuropremio                           | 19 marzo 1982     | 11 aprile 2003 |
| 623   | 61    | Il matrimonio di Nobita                   | 16 ottobre 1981   | 14 aprile 2003 |
| 635   | 62    | La gomma creaforme                        | 2 aprile 1982     | 14 aprile 2003 |
| 795   | 63    | Lo spray emozionale                       | 15 febbraio 1985  | 15 aprile 2003 |
| 658   | 64    | L'animalofono                             | 30 aprile 1982    | 15 aprile 2003 |
| 796   | 65    | La carta volante                          | 22 febbraio 1985  | 16 aprile 2003 |
| 657   | 66    | La macchina preveggente                   | 16 aprile 1982    | 16 aprile 2003 |
| 797   | 67    | L'invita gatto                            | 1º marzo 1985     | 17 aprile 2003 |
| 652   | 68    | Una nevicata inaspettata                  | 5 marzo 1982      | 17 aprile 2003 |
| 798   | 69    | Un giorno di vacanza                      | 8 marzo 1985      | 18 aprile 2003 |
| 660   | 70    | Il telecomando                            | 14 maggio 1982    | 18 aprile 2003 |
| 799   | 71    | La lattina dell'esistenza                 | 15 marzo 1985     | 21 aprile 2003 |
| 663   | 72    | La psicoscatola                           | 11 giugno 1982    | 22 aprile 2003 |
| 624   | 73    | Una strega perfetta                       | 23 ottobre 1981   | 23 aprile 2003 |
| 761   | 74    | Un'impresa ardua                          | 8 giugno 1984     | 24 aprile 2003 |
| 800   | 75    | Lo sfiduciacono                           | 22 marzo 1985     | 25 aprile 2003 |
| 661   | 76    | Un lieto fine da impedire                 | 28 maggio 1982    | 28 aprile 2003 |
| 801   | 77    | Il robot soldato                          | 29 marzo 1985     | 29 aprile 2003 |
| 666   | 78    | Le etichette prodigiose                   | 2 luglio 1982     | 30 aprile 2003 |
| 802   | 79    | L'indietro tempo                          | 19 aprile 1985    | 1º maggio 2003 |
| 664   | 80    | La luce riproduce                         | 18 giugno 1982    | 2 maggio 2003  |
| 803   | 81    | La pozione rigenerante                    | 26 aprile 1985    | 5 maggio 2003  |
| 665   | 82    | La pillola del contrario                  | 25 giugno 1982    | 6 maggio 2003  |
| 804   | 83    | La denaro facile                          | 3 maggio 1985     | 7 maggio 2003  |
| 668   | 84    | La scala dei sogni                        | 16 luglio 1982    | 8 maggio 2003  |
| 805   | 85    | La super velocità                         | 10 maggio 1985    | 9 maggio 2003  |
| 656   | 86    | Basta con i rimproveri!                   | 9 aprile 1982     | 12 maggio 2003 |
| 806   | 87    | Le bacche                                 | 17 maggio 1985    | 13 maggio 2003 |
| 659   | 88    | I regali                                  | 7 maggio 1982     | 14 maggio 2003 |
| 808   | 89    | La tranquillape                           | 31 maggio 1985    | 15 maggio 2003 |
| 667   | 90    | Il creaoggetti                            | 9 luglio 1982     | 16 maggio 2003 |
| 809   | 91    | La mappa evitaguai                        | 7 giugno 1985     | 19 maggio 2003 |
| 676   | 92    | L'aereopiano                              | 17 settembre 1982 | 20 maggio 2003 |
| 810   | 93    | Il prevedi monitor                        | 14 giugno 1985    | 21 maggio 2003 |
| 672   | 94    | La scatola costruttiva                    | 20 agosto 1982    | 22 maggio 2003 |
| 811   | 95    | Il prolungaspazio                         | 21 giugno 1985    | 23 maggio 2003 |
| 670   | 96    | Il rischiacarte                           | 30 luglio 1982    | 26 maggio 2003 |
| 812   | 97    | Le pillole della verità                   | 28 giugno 1985    | 27 maggio 2003 |
| 671   | 98    | Lo stiramobili                            | 6 agosto 1982     | 28 maggio 2003 |
| 813   | 99    | Il cova amore                             | 5 luglio 1985     | 29 maggio 2003 |
| 677   | 100   | Il cambiarredo                            | 1º ottobre 1982   | 30 maggio 2003 |
| 814   | 101   | Il trova rabbia                           | 12 luglio 1985    | 3 giugno 2003  |
| 684   | 102   | Il superaorizzonte                        | 19 novembre 1982  | 4 giugno 2003  |
| 815   | 103   | Lo scontotutto!                           | 19 luglio 1985    | 5 giugno 2003  |
| 674   | 104   | Il bibitone                               | 3 settembre 1982  | 6 giugno 2003  |

## Seconda stagione
La seconda stagione italiana dell'anime 1979 Doraemon comprende 137 episodi ed è stata trasmessa su Italia 1 dal 24 novembre 2003 al 14 maggio 2004.
| Nº Ja | Nº It | Titolo italiano                       | In onda           | In onda          |
| Nº Ja | Nº It | Titolo italiano                       | Giapponese        | Italiano         |
| 633   | 105   | Viaggio nelle fiabe                   | 20 novembre 1981  | 24 novembre 2003 |
| 767   | 106   | La tasca di riserva                   | 20 luglio 1984    | 25 novembre 2003 |
| 771   | 107   | La mondofinestra                      | 24 agosto 1984    | 26 novembre 2003 |
| 627   | 108   | Vivere nel passato                    | 30 ottobre 1981   | 27 novembre 2003 |
| 781   | 109   | La miniera liquida                    | 9 novembre 1984   | 28 novembre 2003 |
| 639   | 110   | Salvate la rondine sbadata!           | 11 dicembre 1981  | 1º dicembre 2003 |
| 784   | 111   | L'equivoco                            | 30 novembre 1984  | 2 dicembre 2003  |
| 647   | 112   | Il filo dei legami                    | 29 gennaio 1982   | 3 dicembre 2003  |
| 787   | 113   | La coda di Halley                     | 21 dicembre 1984  | 4 dicembre 2003  |
| 648   | 114   | La rovesciocamera                     | 5 febbraio 1982   | 5 dicembre 2003  |
| 807   | 115   | Il robot di argilla                   | 24 maggio 1985    | 9 dicembre 2003  |
| 662   | 116   | La pesca di Nobita                    | 4 giugno 1982     | 10 dicembre 2003 |
| 816   | 117   | Il pibel                              | 26 luglio 1985    | 11 dicembre 2003 |
| 675   | 118   | L'albero della nostalgia              | 10 settembre 1982 | 12 dicembre 2003 |
| 817   | 119   | Il cambia-piani                       | 2 agosto 1985     | 15 dicembre 2003 |
| 673   | 120   | Il sottomarino telecomandato          | 27 agosto 1982    | 16 dicembre 2003 |
| 819   | 121   | Gian contro Gian                      | 23 agosto 1985    | 17 dicembre 2003 |
| 679   | 122   | Il trasferitore di macchina           | 15 ottobre 1982   | 18 dicembre 2003 |
| 820   | 123   | La bomba revers                       | 30 agosto 1985    | 19 dicembre 2003 |
| 680   | 124   | Un amore perduto                      | 22 ottobre 1982   | 22 dicembre 2003 |
| 821   | 125   | Volere è potere                       | 6 settembre 1985  | 23 dicembre 2003 |
| 682   | 126   | Il kit addestra ninja                 | 5 novembre 1982   | 24 dicembre 2003 |
| 822   | 127   | Non si scherza col fuoco!             | 13 settembre 1985 | 29 dicembre 2003 |
| 685   | 128   | Il timbro dello spavento              | 26 novembre 1982  | 30 dicembre 2003 |
| 823   | 129   | Concerto d'addio per Gian             | 20 settembre 1985 | 2 gennaio 2004   |
| 683   | 130   | Il fucile cambiaforma                 | 12 novembre 1982  | 31 dicembre 2003 |
| 824   | 131   | L'oculo                               | 27 settembre 1985 | 5 gennaio 2004   |
| 686   | 132   | Il copiapersona                       | 3 dicembre 1982   | 7 gennaio 2004   |
| 825   | 133   | La montagna in miniatura              | 4 ottobre 1985    | 8 gennaio 2004   |
| 688   | 134   | L'esaudifono                          | 17 dicembre 1982  | 9 gennaio 2004   |
| 826   | 135   | Il proponi vento                      | 11 ottobre 1985   | 12 gennaio 2004  |
| 687   | 136   | L'uovo immobiliare                    | 10 dicembre 1982  | 15 gennaio 2004  |
| 827   | 137   | L'ombra protettrice                   | 18 ottobre 1985   | 14 gennaio 2004  |
| 692   | 138   | Le pillole primavita                  | 21 gennaio 1983   | 15 gennaio 2004  |
| 828   | 139   | L'informatutto                        | 25 ottobre 1985   | 16 gennaio 2004  |
| 690   | 140   | Il set miracoloso                     | 7 gennaio 1983    | 19 gennaio 2004  |
| 830   | 141   | Il suono inganna-tempo                | 8 novembre 1985   | 20 gennaio 2004  |
| 693   | 142   | Il ferma-attimo                       | 28 gennaio 1983   | 21 gennaio 2004  |
| 831   | 143   | Il favolovo                           | 15 novembre 1985  | 22 gennaio 2004  |
| 696   | 144   | I robot istantanei                    | 18 febbraio 1983  | 23 gennaio 2004  |
| 832   | 145   | La ridibomba                          | 22 novembre 1985  | 26 gennaio 2004  |
| 695   | 146   | Il mondo nello specchio               | 11 febbraio 1983  | 27 gennaio 2004  |
| 833   | 147   | Il kit crea nuvole                    | 29 novembre 1985  | 28 gennaio 2004  |
| 691   | 148   | Il biancolibro                        | 14 gennaio 1983   | 29 gennaio 2004  |
| 834   | 149   | Le forbici della decisione            | 6 dicembre 1985   | 30 gennaio 2004  |
| 698   | 150   | Il compito in classe                  | 4 marzo 1983      | 2 febbraio 2004  |
| 835   | 151   | L'impegno paga                        | 13 dicembre 1985  | 3 febbraio 2004  |
| 699   | 152   | Lo spray del ritorno                  | 11 marzo 1983     | 5 febbraio 2004  |
| 836   | 153   | La comando-carta                      | 20 dicembre 1985  | 6 febbraio 2004  |
| 689   | 154   | Un Natale coi fiocchi                 | 24 dicembre 1982  | 9 febbraio 2004  |
| 837   | 155   | Il libro-gioco                        | 27 dicembre 1985  | 9 febbraio 2004  |
| 701   | 156   | Il fan club                           | 25 marzo 1983     | 10 febbraio 2004 |
| 838   | 157   | Il cambia-oggetti temporale           | 10 gennaio 1986   | 11 febbraio 2004 |
| 703   | 158   | Il potenzagel                         | 8 aprile 1983     | 11 febbraio 2004 |
| 839   | 159   | L'erba del vicino è sempre più verde! | 17 gennaio 1986   | 12 febbraio 2004 |
| 702   | 160   | Avventura nello spazio                | 1º aprile 1983    | 12 febbraio 2004 |
| 840   | 161   | L'ape risolvi-guai                    | 24 gennaio 1986   | 13 febbraio 2004 |
| 697   | 162   | Il libro umano                        | 25 febbraio 1983  | 13 febbraio 2004 |
| 841   | 163   | La crisi di papà                      | 31 gennaio 1986   | 16 febbraio 2004 |
| 704   | 164   | Gian in televisione                   | 15 aprile 1983    | 16 febbraio 2004 |
| 842   | 165   | Storia d'amore alla finestra          | 7 febbraio 1986   | 17 febbraio 2004 |
| 707   | 166   | La barriera invisibile                | 6 maggio 1983     | 17 febbraio 2004 |
| 843   | 167   | La batteria invincibile               | 14 febbraio 1986  | 18 febbraio 2004 |
| 705   | 168   | La fumettista                         | 22 aprile 1983    | 18 febbraio 2004 |
| 844   | 169   | Il casco telepatico                   | 21 febbraio 1986  | 19 febbraio 2004 |
| 706   | 170   | La collana di Shizuka                 | 29 aprile 1983    | 19 febbraio 2004 |
| 845   | 171   | Il naso del cane poliziotto           | 28 febbraio 1986  | 20 febbraio 2004 |
| 708   | 172   | L'impegnorobot                        | 13 maggio 1983    | 20 febbraio 2004 |
| 846   | 173   | Il disco volante                      | 7 marzo 1986      | 23 febbraio 2004 |
| 710   | 174   | Il segreticane                        | 27 maggio 1983    | 23 febbraio 2004 |
| 847   | 175   | La macchina scambia-posto             | 14 marzo 1986     | 24 febbraio 2004 |
| 700   | 176   | Il regalo di compleanno               | 18 marzo 1983     | 24 febbraio 2004 |
| 848   | 177   | L'accumulatore di rabbia              | 21 marzo 1986     | 25 febbraio 2004 |
| 711   | 178   | La capsula spaziale                   | 3 giugno 1983     | 25 febbraio 2004 |
| 849   | 179   | Tempoguanti e tempovisiera            | 28 marzo 1986     | 26 febbraio 2004 |
| 713   | 180   | Il detector cerca-chi                 | 24 giugno 1983    | 26 febbraio 2004 |
| 850   | 181   | Il bugia transformer                  | 11 aprile 1986    | 27 febbraio 2004 |
| 715   | 182   | La pozione trasformati                | 8 luglio 1983     | 27 febbraio 2004 |
| 851   | 183   | Il cestino quadridimensionale         | 18 aprile 1986    | 1º marzo 2004    |
| 714   | 184   | Le razzomatite                        | 1º luglio 1983    | 1º marzo 2004    |
| 852   | 185   | Tuttorecchi e fiorelabbra             | 25 aprile 1986    | 2 marzo 2004     |
| 716   | 186   | La targa del direttore                | 15 luglio 1983    | 2 marzo 2004     |
| 853   | 187   | Vita da solo                          | 2 maggio 1986     | 3 marzo 2004     |
| 717   | 188   | La collezione                         | 22 luglio 1983    | 3 marzo 2004     |
| 854   | 189   | Volere è potere!                      | 9 maggio 1986     | 4 marzo 2004     |
| 723   | 190   | Il vestito volante                    | 9 settembre 1983  | 4 marzo 2004     |
| 855   | 191   | Il passaggio segreto                  | 16 maggio 1986    | 5 marzo 2004     |
| 718   | 192   | Il tutto 10                           | 29 luglio 1983    | 5 marzo 2004     |
| 856   | 193   | La cintura anti-gravità               | 23 maggio 1986    | 8 marzo 2004     |
| 709   | 194   | Il fusibile                           | 20 maggio 1983    | 9 marzo 2004     |
| 857   | 195   | Kit per la terra in miniatura         | 30 maggio 1986    | 10 marzo 2004    |
| 720   | 196   | La casa sentimentale                  | 19 agosto 1983    | 11 marzo 2004    |
| 858   | 197   | Il cielo stellato                     | 6 giugno 1986     | 12 marzo 2004    |
| 722   | 198   | Il bastone animato                    | 2 settembre 1983  | 15 marzo 2004    |
| 859   | 199   | L'adesivo custode                     | 13 giugno 1986    | 16 marzo 2004    |
| 719   | 200   | Il problema di Dekisugi               | 5 agosto 1983     | 17 marzo 2004    |
| 860   | 201   | La lampada scegli genio               | 20 giugno 1986    | 18 marzo 2004    |
| 721   | 202   | L'assicurazione                       | 26 agosto 1983    | 19 marzo 2004    |
| 861   | 203   | L'adesivo quadridimensionale          | 27 giugno 1986    | 22 marzo 2004    |
| 712   | 204   | Le caramelle fantasma                 | 17 giugno 1983    | 23 marzo 2004    |
| 862   | 205   | Il taglia-paesaggi                    | 4 luglio 1986     | 24 marzo 2004    |
| 726   | 206   | L'aereo autoguidato                   | 30 settembre 1983 | 25 marzo 2004    |
| 863   | 207   | Il visualizzatore di emozioni         | 11 luglio 1986    | 26 marzo 2004    |
| 1335  | 208   | I banchi di ghiaccio                  | 18 gennaio 1996   | 29 marzo 2004    |
| 864   | 209   | Il vaso                               | 18 luglio 1986    | 30 marzo 2004    |
| 731   | 210   | La princi luna                        | 4 novembre 1983   | 31 marzo 2004    |
| 865   | 211   | La macchia                            | 25 luglio 1986    | 1º aprile 2004   |
| 728   | 212   | Il talento naturale                   | 14 ottobre 1983   | 2 aprile 2004    |
| 866   | 213   | La pop star                           | 1º agosto 1986    | 5 aprile 2004    |
| 730   | 214   | La gara di pesca                      | 28 ottobre 1983   | 6 aprile 2004    |
| 867   | 215   | La pistola cambia-posto               | 8 agosto 1986     | 7 aprile 2004    |
| 734   | 216   | La pompa recupera-tempo               | 25 novembre 1983  | 8 aprile 2004    |
| 868   | 217   | Gita a Favolandia                     | 22 agosto 1986    | 9 aprile 2004    |
| 732   | 218   | Il prenota-tutto                      | 11 novembre 1983  | 13 aprile 2004   |
| 869   | 219   | La decisione di Nobita                | 29 agosto 1986    | 14 aprile 2004   |
| 733   | 220   | L'interessa-libro                     | 18 novembre 1983  | 15 aprile 2004   |
| 870   | 221   | La sedia del regista di sogni         | 5 settembre 1986  | 16 aprile 2004   |
| 735   | 222   | Il cemento della determinazione       | 2 dicembre 1983   | 19 aprile 2004   |
| 871   | 223   | Il palloncino dei sogni               | 12 settembre 1986 | 20 aprile 2004   |
| 737   | 224   | Il guanto magico                      | 16 dicembre 1983  | 21 aprile 2004   |
| 872   | 225   | Il rampicante a fibre ottiche         | 19 settembre 1986 | 22 aprile 2004   |
| 736   | 226   | Nobita l'animalista                   | 9 dicembre 1983   | 23 aprile 2004   |
| 873   | 227   | Un problema di concentrazione         | 26 settembre 1986 | 26 aprile 2004   |
| 739   | 228   | L'album dei ricordi                   | 30 dicembre 1983  | 27 aprile 2004   |
| 874   | 229   | Le foto della gita                    | 3 ottobre 1986    | 28 aprile 2004   |
| 741   | 230   | Prevenzione dei crimini               | 13 gennaio 1984   | 29 aprile 2004   |
| 875   | 231   | Il casco dell'uguaglianza             | 10 ottobre 1986   | 30 aprile 2004   |
| 740   | 232   | Il sottomarino sotterraneo            | 6 gennaio 1984    | 3 maggio 2004    |
| 876   | 233   | Il cappellino del fattorino           | 17 ottobre 1986   | 4 maggio 2004    |
| 742   | 234   | La pozione della cattiveria           | 20 gennaio 1984   | 5 maggio 2004    |
| 877   | 235   | Le ricevute della rivincita           | 24 ottobre 1986   | 6 maggio 2004    |
| 745   | 236   | La medaglietta della compassione      | 10 febbraio 1984  | 7 maggio 2004    |
| 878   | 237   | Il video-telefono                     | 31 ottobre 1986   | 10 maggio 2004   |
| 744   | 238   | La pistola soffia-personalità         | 3 febbraio 1984   | 11 maggio 2004   |
| 879   | 239   | Mini-mezzi per tutti i gusti          | 7 novembre 1986   | 12 maggio 2004   |
| 747   | 240   | Il tappo inebriante                   | 24 febbraio 1984  | 13 maggio 2004   |
| 880   | 241   | Il bastone su e giù                   | 21 novembre 1986  | 14 maggio 2004   |

## Terza stagione
La terza stagione italiana dell'anime 1979 Doraemon comprende 275 episodi ed è stata trasmessa su Italia 1 dal 30 agosto 2004 al 20 dicembre 2005, salvo una breve pausa di trasmissione nel periodo estivo.
| Nº Ja | Nº It | Titolo italiano                          | In onda           | In onda           |
| Nº Ja | Nº It | Titolo italiano                          | Giapponese        | Italiano          |
| 748   | 242   | Il controlla muscoli                     | 2 marzo 1984      | 30 agosto 2004    |
| 881   | 243   | Caccia alle comete                       | 28 novembre 1986  | 31 agosto 2004    |
| 743   | 244   | La macchina riacquistatrice              | 27 gennaio 1984   | 1º settembre 2004 |
| 882   | 245   | L'anello dell'amicizia                   | 5 dicembre 1986   | 2 settembre 2004  |
| 753   | 246   | Buchi di memoria                         | 13 aprile 1984    | 3 settembre 2004  |
| 883   | 247   | Lo spruzza potenza                       | 12 dicembre 1986  | 6 settembre 2004  |
| 746   | 248   | Il Mosè                                  | 17 febbraio 1984  | 7 settembre 2004  |
| 884   | 249   | In fuga per un giorno... o quasi         | 19 dicembre 1986  | 8 settembre 2005  |
| 749   | 250   | Il mappamondo sfasatempo                 | 9 marzo 1984      | 9 settembre 2004  |
| 885   | 251   | Lo sgonfia spillo                        | 26 dicembre 1986  | 10 settembre 2004 |
| 751   | 252   | La sbircia tavoletta                     | 23 marzo 1984     | 13 settembre 2004 |
| 886   | 253   | Il ripetifono                            | 9 gennaio 1987    | 14 settembre 2004 |
| 750   | 254   | Risparmi e prestiti                      | 16 marzo 1984     | 15 settembre 2004 |
| 887   | 255   | Le avioscarpe                            | 16 gennaio 1987   | 16 settembre 2004 |
| 755   | 256   | Il fan club di Gian                      | 27 aprile 1984    | 17 settembre 2004 |
| 888   | 257   | Sogni e realtà                           | 23 gennaio 1987   | 20 settembre 2004 |
| 754   | 258   | A caccia di tragedie                     | 20 aprile 1984    | 21 settembre 2004 |
| 889   | 259   | Il drago                                 | 30 gennaio 1987   | 22 settembre 2004 |
| 752   | 260   | La nuvola                                | 30 marzo 1984     | 23 settembre 2004 |
| 890   | 261   | Un altro Nobita                          | 6 febbraio 1987   | 24 settembre 2004 |
| 756   | 262   | Il taglia-spazio                         | 4 maggio 1984     | 27 settembre 2004 |
| 891   | 263   | La base segreta                          | 13 febbraio 1987  | 28 settembre 2004 |
| 725   | 264   | La tavola dei dieci                      | 23 settembre 1983 | 29 settembre 2004 |
| 892   | 265   | L'aspirapolvere da compagnia             | 20 febbraio 1987  | 30 settembre 2004 |
| 738   | 266   | Pattini passe-partout                    | 23 dicembre 1983  | 1º ottobre 2004   |
| 893   | 267   | La corda dell'età                        | 27 febbraio 1987  | 4 ottobre 2004    |
| 727   | 268   | Il camino locomotore                     | 7 ottobre 1983    | 5 ottobre 2004    |
| 895   | 269   | Ieri, oggi, domani                       | 13 marzo 1987     | 6 ottobre 2004    |
| 681   | 270   | Le nuove specie                          | 29 ottobre 1982   | 7 ottobre 2004    |
| 896   | 271   | Ricordi di infanzia                      | 6 marzo 1987      | 8 ottobre 2004    |
| 757   | 272   | L'uomo della pioggia                     | 11 maggio 1984    | 11 ottobre 2004   |
| 897   | 273   | I ciliegi in fiore                       | 27 marzo 1987     | 12 ottobre 2004   |
| 669   | 274   | Giochi d'acqua                           | 23 luglio 1982    | 13 ottobre 2004   |
| 898   | 275   | L'ologram-macchina                       | 10 aprile 1987    | 14 ottobre 2004   |
| 899   | 276   | Il laghetto magico                       | 17 aprile 1987    | 15 ottobre 2004   |
| 900   | 277   | La pozione spunta-gambe                  | 24 aprile 1987    | 18 ottobre 2004   |
| 901   | 278   | La gallina clona-tutto                   | 1º maggio 1987    | 19 ottobre 2004   |
| 902   | 279   | Nobita ha un nuovo hobby                 | 8 maggio 1987     | 20 ottobre 2004   |
| 903   | 280   | L'ombrello invisibile                    | 15 maggio 1987    | 21 ottobre 2004   |
| 904   | 281   | Difesa personale                         | 22 maggio 1987    | 22 ottobre 2004   |
| 905   | 282   | Il robot                                 | 29 maggio 1987    | 25 ottobre 2004   |
| 906   | 283   | I fantasmi                               | 5 giugno 1987     | 26 ottobre 2004   |
| 907   | 284   | Il diario                                | 12 giugno 1987    | 27 ottobre 2004   |
| 908   | 285   | I cartelli                               | 19 giugno 1987    | 28 ottobre 2004   |
| 909   | 286   | La freccia "seguilo"                     | 26 giugno 1987    | 29 ottobre 2004   |
| 910   | 287   | La festa dei desideri                    | 3 luglio 1987     | 1º novembre 2004  |
| 911   | 288   | I cerotti                                | 10 luglio 1987    | 2 novembre 2004   |
| 912   | 289   | L'album fotografico                      | 17 luglio 1987    | 3 novembre 2004   |
| 913   | 290   | Prova di coraggio                        | 24 luglio 1987    | 4 novembre 2004   |
| 914   | 291   | Trucchi di prestigio                     | 31 luglio 1987    | 5 novembre 2004   |
| 915   | 292   | In cerca di brividi                      | 8 agosto 1987     | 8 novembre 2004   |
| 916   | 293   | Carichi pesanti                          | 21 agosto 1987    | 9 novembre 2004   |
| 917   | 294   | Come una piuma                           | 28 agosto 1987    | 10 novembre 2004  |
| 918   | 295   | La sveglia                               | 4 settembre 1987  | 11 novembre 2004  |
| 919   | 296   | È tutto ok                               | 11 settembre 1987 | 12 novembre 2004  |
| 920   | 297   | Giochi per strada                        | 18 settembre 1987 | 15 novembre 2004  |
| 921   | 298   | Il labirinto fai da te                   | 25 settembre 1987 | 16 novembre 2004  |
| 922   | 299   | Soldi e talenti                          | 2 ottobre 1987    | 17 novembre 2004  |
| 923   | 300   | Il cane Beso                             | 23 ottobre 1987   | 18 novembre 2004  |
| 924   | 301   | Il microfono cambiacomportamento         | 23 ottobre 1987   | 19 novembre 2004  |
| 925   | 302   | Voglio tornare neonato!                  | 30 ottobre 1987   | 22 novembre 2004  |
| 926   | 303   | Comunicazioni difficili                  | 30 ottobre 1987   | 23 novembre 2004  |
| 927   | 304   | Tale nonno, tale padre                   | 6 novembre 1987   | 24 novembre 2004  |
| 928   | 305   | L'olio dolorifico                        | 6 novembre 1987   | 25 novembre 2004  |
| 929   | 306   | Il distintivo dell'amicizia              | 13 novembre 1987  | 26 novembre 2004  |
| 930   | 307   | La nuvola magica                         | 13 novembre 1987  | 29 novembre 2004  |
| 931   | 308   | L'uomocomando                            | 20 novembre 1987  | 30 novembre 2004  |
| 932   | 309   | Voglia di vacanza                        | 20 novembre 1987  | 1º dicembre 2004  |
| 933   | 310   | Manovre notturne                         | 27 novembre 1987  | 2 dicembre 2004   |
| 934   | 311   | I geni fumosi                            | 27 novembre 1987  | 3 dicembre 2004   |
| 935   | 312   | Il non si vede                           | 4 dicembre 1987   | 6 dicembre 2004   |
| 936   | 313   | Il robot-copia                           | 4 dicembre 1987   | 7 dicembre 2004   |
| 937   | 314   | La cipensoio                             | 11 dicembre 1987  | 9 dicembre 2004   |
| 938   | 315   | Il clona-persone gonfiabile              | 11 dicembre 1987  | 10 dicembre 2004  |
| 939   | 316   | La multiscarpa                           | 18 dicembre 1987  | 13 dicembre 2004  |
| 940   | 317   | La comando-pistola                       | 18 dicembre 1987  | 14 dicembre 2004  |
| 941   | 318   | Il saltatempo                            | 25 dicembre 1987  | 15 dicembre 2004  |
| 942   | 319   | La bacotta                               | 25 dicembre 1987  | 16 dicembre 2004  |
| 943   | 320   | La rivelacarta                           | 8 gennaio 1988    | 17 dicembre 2004  |
| 944   | 321   | L'aspirasonno                            | 15 gennaio 1988   | 20 dicembre 2004  |
| 945   | 322   | La sassovernice                          | 22 gennaio 1988   | 21 dicembre 2004  |
| 946   | 323   | Il costume di Tarzan                     | 29 gennaio 1988   | 22 dicembre 2004  |
| 947   | 324   | Il kit di meteopenna                     | 5 febbraio 1988   | 23 dicembre 2004  |
| 948   | 325   | Presentimenti                            | 12 febbraio 1988  | 27 dicembre 2004  |
| 949   | 326   | La scarpa rubata                         | 19 febbraio 1988  | 28 dicembre 2004  |
| 950   | 327   | L'ascensometro                           | 26 febbraio 1988  | 29 dicembre 2004  |
| 951   | 328   | Effetti speciali                         | 4 marzo 1988      | 30 dicembre 2004  |
| 952   | 329   | La supermaxilente                        | 11 marzo 1988     | 3 gennaio 2005    |
| 953   | 330   | Le pillole bontà                         | 18 marzo 1988     | 4 gennaio 2005    |
| 954   | 331   | Semaforo tascabile                       | 25 marzo 1988     | 7 gennaio 2005    |
| 955   | 332   | Le pagliuzze dei desideri                | 1º aprile 1988    | 10 gennaio 2005   |
| 956   | 333   | Il didendro                              | 8 aprile 1988     | 11 gennaio 2005   |
| 957   | 334   | Il s'accomodi                            | 15 aprile 1988    | 12 gennaio 2005   |
| 958   | 335   | Lo specchio trasmittente                 | 22 aprile 1988    | 13 gennaio 2005   |
| 959   | 336   | Il berretto creacose                     | 29 aprile 1988    | 14 gennaio 2005   |
| 960   | 337   | Il chiusky della minirealtà              | 6 maggio 1988     | 17 gennaio 2005   |
| 961   | 338   | La risolvifuga                           | 20 maggio 1988    | 18 gennaio 2005   |
| 962   | 339   | Un regalo da papà                        | 27 maggio 1988    | 19 gennaio 2005   |
| 963   | 340   | Il consegna-tutto                        | 3 giugno 1988     | 20 gennaio 2005   |
| 964   | 341   | Il braccio invisibile                    | 10 giugno 1988    | 21 gennaio 2005   |
| 965   | 342   | Una giornata di pioggia                  | 17 giugno 1988    | 24 gennaio 2005   |
| 966   | 343   | Il telefono senza fili                   | 24 giugno 1988    | 25 gennaio 2005   |
| 967   | 344   | Lo spray scorrevole                      | 8 luglio 1988     | 26 gennaio 2005   |
| 968   | 345   | Scherzi con le ombre                     | 15 luglio 1988    | 31 gennaio 2005   |
| 1083  | 346   | Il bastone dell'invisibilità             | 25 gennaio 1985   | 1º febbraio 2005  |
| 1084  | 347   | Cibo facciale                            | 1º febbraio 1991  | 2 febbraio 2005   |
| 1085  | 348   | Micro-onda di animazione                 | 8 febbraio 1991   | 3 febbraio 2005   |
| 1086  | 349   | La lente indovina                        | 15 febbraio 1991  | 4 febbraio 2005   |
| 1087  | 350   | Il neo parlante                          | 22 febbraio 1991  | 7 febbraio 2005   |
| 1088  | 351   | I giocattoli fatti a mano                | 1º marzo 1991     | 8 febbraio 2005   |
| 1089  | 352   | L'imbottiglia-nave                       | 8 marzo 1991      | 9 febbraio 2005   |
| 1090  | 353   | La ricordolente                          | 15 marzo 1991     | 10 febbraio 2005  |
| 1091  | 354   | Il raccogli-particelle                   | 22 marzo 1991     | 11 febbraio 2005  |
| 1092  | 355   | Stelle cadenti e desideri                | 29 marzo 1991     | 14 febbraio 2005  |
| 1093  | 356   | Gita al parco dei ciliegi                | 12 aprile 1991    | 15 febbraio 2005  |
| 1094  | 357   | Conchiglie e tesori                      | 19 aprile 1991    | 16 febbraio 2005  |
| 1095  | 358   | Il mondo nello specchio                  | 26 aprile 1991    | 18 febbraio 2005  |
| 1096  | 359   | Il subitoquì                             | 3 maggio 1991     | 21 febbraio 2005  |
| 1097  | 360   | Macchinine ricostruite                   | 10 maggio 1991    | 22 febbraio 2005  |
| 1098  | 361   | Un colpo da maestro                      | 17 maggio 1991    | 23 febbraio 2005  |
| 1099  | 362   | La guida angelica                        | 24 maggio 1991    | 24 febbraio 2005  |
| 1100  | 363   | I folletti robot                         | 31 maggio 1991    | 25 febbraio 2005  |
| 1101  | 364   | Il complesso di Suneo                    | 7 giugno 1991     | 28 febbraio 2005  |
| 1102  | 365   | Il bisbetico indomabile                  | 21 giugno 1991    | 1º marzo 2005     |
| 1103  | 366   | Un insegnante per Nobita                 | 28 giugno 1991    | 2 marzo 2005      |
| 1104  | 367   | I modellini di Nobita                    | 5 luglio 1991     | 4 marzo 2005      |
| 1105  | 368   | Nobita impara a nuotare                  | 12 luglio 1991    | 7 marzo 2005      |
| 1106  | 369   | Supplente televisivo                     | 19 luglio 1991    | 8 marzo 2005      |
| 1107  | 370   | Le floraschede                           | 26 luglio 1991    | 9 marzo 2005      |
| 1108  | 371   | Le forbici magiche                       | 2 agosto 1991     | 11 marzo 2005     |
| 1109  | 372   | Voglia di viaggi                         | 9 agosto 1991     | 14 marzo 2005     |
| 1110  | 373   | L'organizzatore                          | 23 agosto 1991    | 15 marzo 2005     |
| 1111  | 374   | Il leggendario Tsuchinoko                | 30 agosto 1991    | 16 marzo 2005     |
| 1112  | 375   | Una notte in bianco                      | 6 settembre 1991  | 18 marzo 2005     |
| 1113  | 376   | La rivincita dei rifiuti                 | 13 settembre 1991 | 21 marzo 2005     |
| 1114  | 377   | In gita con Dorami                       | 20 settembre 1991 | 22 marzo 2005     |
| 1115  | 378   | La mamma è a dieta                       | 27 settembre 1991 | 23 marzo 2005     |
| 1116  | 379   | Il martello dei desideri                 | 4 ottobre 1991    | 25 marzo 2005     |
| 1117  | 380   | La clessidra della fortuna               | 11 ottobre 1991   | 28 marzo 2005     |
| 1118  | 381   | Servizio a domicilio                     | 18 ottobre 1991   | 29 marzo 2005     |
| 1119  | 382   | Il ringraziatutto                        | 25 ottobre 1991   | 31 marzo 2005     |
| 1120  | 383   | Cerca-rifiuti                            | 1º novembre 1991  | 1º aprile 2005    |
| 1121  | 384   | Il riperfezionante                       | 8 novembre 1991   | 4 aprile 2005     |
| 1122  | 385   | Il mega megafono                         | 15 novembre 1991  | 5 aprile 2005     |
| 1123  | 386   | Gioie e dolori                           | 22 novembre 1991  | 6 aprile 2005     |
| 1124  | 387   | Le preghiere di Gian                     | 29 novembre 1991  | 7 aprile 2005     |
| 1125  | 388   | Alla ricerca del chiusky perduto         | 6 dicembre 1991   | 8 aprile 2005     |
| 1126  | 389   | La pistola t'acconcio                    | 13 dicembre 1991  | 11 aprile 2005    |
| 1127  | 390   | La radio del futuro                      | 20 dicembre 1991  | 12 aprile 2005    |
| 1128  | 391   | Troppo moto stanca                       | 27 dicembre 1991  | 14 aprile 2005    |
| 1129  | 392   | La caccia al tesoro                      | 10 gennaio 1992   | 15 aprile 2005    |
| 1130  | 393   | Il rivale                                | 17 gennaio 1992   | 18 aprile 2005    |
| 1131  | 394   | Voglia di caldo                          | 24 gennaio 1992   | 19 aprile 2005    |
| 1132  | 395   | Voglia di primavera                      | 31 gennaio 1992   | 20 aprile 2005    |
| 1133  | 396   | Super Gian                               | 7 febbraio 1992   | 21 aprile 2005    |
| 1134  | 397   | Tuoni, che paura!                        | 14 febbraio 1992  | 22 aprile 2005    |
| 1135  | 398   | Il presta-tutto                          | 21 febbraio 1992  | 26 aprile 2005    |
| 1136  | 399   | Il rimpiazzapersone                      | 28 febbraio 1992  | 27 aprile 2005    |
| 1137  | 400   | Il distributore automatico di cose utili | 6 marzo 1992      | 28 aprile 2005    |
| 1138  | 401   | Il leone di Nobita                       | 13 marzo 1992     | 29 aprile 2005    |
| 1139  | 402   | Il flauto Gabriel                        | 20 marzo 1992     | 2 maggio 2005     |
| 1140  | 403   | Lo spray rivedo                          | 27 marzo 1992     | 3 maggio 2005     |
| 1141  | 404   | Il cambiaoggetti                         | 10 aprile 1992    | 4 maggio 2005     |
| 1142  | 405   | L'album tridimensionale                  | 17 aprile 1992    | 5 maggio 2005     |
| 1143  | 406   | Il giardino botanico                     | 24 aprile 1992    | 6 maggio 2005     |
| 1144  | 407   | Scambio di mamme                         | 1º maggio 1992    | 9 maggio 2005     |
| 1145  | 408   | Un giorno di libertà                     | 8 maggio 1992     | 10 maggio 2005    |
| 1146  | 409   | La matita "ghe pensi mi"                 | 15 maggio 1992    | 11 maggio 2005    |
| 1147  | 410   | Lo zio innamorato                        | 22 maggio 1992    | 12 maggio 2005    |
| 1148  | 411   | L'invasione delle cavallette             | 29 maggio 1992    | 13 maggio 2005    |
| 1149  | 412   | Educazione alimentare                    | 5 giugno 1992     | 16 maggio 2005    |
| 1150  | 413   | La fatica di studiare                    | 12 giugno 1992    | 17 maggio 2005    |
| 1151  | 414   | Le grandi scoperte                       | 19 giugno 1992    | 18 maggio 2005    |
| 1152  | 415   | L'orologio della nonna                   | 26 giugno 1992    | 19 maggio 2005    |
| 1153  | 416   | Salviamo quel cane                       | 3 luglio 1992     | 20 maggio 2005    |
| 1154  | 417   | Nobita campione di sumo                  | 10 luglio 1992    | 23 maggio 2005    |
| 1155  | 418   | Viaggio in sottomarino                   | 17 luglio 1992    | 24 maggio 2005    |
| 1156  | 419   | Una gomma da masticare miracolosa        | 24 luglio 1992    | 25 maggio 2005    |
| 1157  | 420   | Farfallettere                            | 31 luglio 1992    | 26 maggio 2005    |
| 1158  | 421   | La dalvivopedia                          | 7 agosto 1992     | 27 maggio 2005    |
| 1159  | 422   | Le scuse di Gian                         | 21 agosto 1992    | 30 maggio 2005    |
| 1160  | 423   | Il cuscino dei sogni                     | 28 agosto 1992    | 31 maggio 2005    |
| 1161  | 424   | Lezioni di vita                          | 4 settembre 1992  | 1º giugno 2005    |
| 1162  | 425   | Alla ricerca delle balene                | 11 settembre 1992 | 3 giugno 2005     |
| 1163  | 426   | Lo smemorino                             | 18 settembre 1992 | 6 giugno 2005     |
| 1164  | 427   | La guardia del corpo di Suneo            | 25 settembre 1992 | 7 giugno 2005     |
| 1165  | 428   | Voci e canzoni                           | 9 ottobre 1992    | 8 giugno 2005     |
| 1166  | 429   | La casa della lumaca                     | 16 ottobre 1992   | 9 giugno 2005     |
| 1167  | 430   | Miraggi!                                 | 23 ottobre 1992   | 10 giugno 2005    |
| 1168  | 431   | Suneo innamorato!                        | 30 ottobre 1992   | 13 giugno 2005    |
| 1169  | 432   | Caramelle e buone azioni                 | 6 novembre 1992   | 14 giugno 2005    |
| 1170  | 433   | Contrattempi                             | 13 novembre 1992  | 15 giugno 2005    |
| 1171  | 434   | La storia commovente                     | 20 novembre 1992  | 16 giugno 2005    |
| 1172  | 435   | Per un cesto di cachi                    | 27 novembre 1992  | 17 giugno 2005    |
| 1173  | 436   | Guerra ai dischi volanti                 | 4 dicembre 1992   | 29 agosto 2005    |
| 1174  | 437   | Un supereroe per Nobita                  | 11 dicembre 1992  | 30 agosto 2005    |
| 1175  | 438   | Il foulard dei ricordi                   | 18 dicembre 1992  | 31 agosto 2005    |
| 1176  | 439   | L'ipnosi                                 | 25 dicembre 1992  | 1º settembre 2005 |
| 1177  | 440   | Gita sugli sci                           | 15 gennaio 1993   | 2 settembre 2005  |
| 1178  | 441   | L'esaudilume                             | 22 gennaio 1993   | 5 settembre 2005  |
| 1179  | 442   | Troppe premure                           | 29 gennaio 1993   | 6 settembre 2005  |
| 1180  | 443   | l'inverti ruolo                          | 29 gennaio 1993   | 7 settembre 2005  |
| 1182  | 444   | Il consigliometro                        | 5 febbraio 1993   | 8 settembre 2005  |
| 1181  | 445   | La sfortunapietra                        | 5 febbraio 1993   | 9 settembre 2005  |
| 1184  | 446   | I graffiti                               | 12 febbraio 1993  | 12 settembre 2005 |
| 1183  | 447   | Calma e autocontrollo!                   | 12 febbraio 1993  | 13 settembre 2005 |
| 1186  | 448   | Agli ordini di Nobita                    | 19 febbraio 1993  | 14 settembre 2005 |
| 1185  | 449   | Spray e pensieri                         | 19 febbraio 1993  | 15 settembre 2005 |
| 1188  | 450   | Il pic-nic                               | 26 febbraio 1993  | 16 settembre 2005 |
| 1187  | 451   | La festa del riciclaggio                 | 26 febbraio 1993  | 19 settembre 2005 |
| 1190  | 452   | Una passeggiata per aria                 | 5 marzo 1993      | 20 settembre 2005 |
| 1189  | 453   | Punizioni e coccole                      | 5 marzo 1993      | 21 settembre 2005 |
| 1192  | 454   | Oggetti smarriti                         | 12 marzo 1993     | 22 settembre 2005 |
| 1191  | 455   | Sfoghi di rabbia                         | 12 marzo 1993     | 23 settembre 2005 |
| 1194  | 456   | Una foto per il giornale della scuola    | 19 marzo 1993     | 26 settembre 2005 |
| 1193  | 457   | Una questione di forza di volontà        | 19 marzo 1993     | 27 settembre 2005 |
| 1196  | 458   | La pila mutante                          | 26 marzo 1993     | 28 settembre 2005 |
| 1195  | 459   | Nobita vuole riscrivere la sua storia    | 26 marzo 1993     | 29 settembre 2005 |
| 1197  | 460   | Questione di sensibilità                 | 9 aprile 1993     | 30 settembre 2005 |
| 1199  | 461   | L'impresa di Nobita                      | 16 aprile 1993    | 3 ottobre 2005    |
| 1201  | 462   | Scottanti verità                         | 23 aprile 1993    | 4 ottobre 2005    |
| 1203  | 463   | Il decidi mamma                          | 30 aprile 1993    | 5 ottobre 2005    |
| 1205  | 464   | Nobita studente modello                  | 7 maggio 1993     | 6 ottobre 2005    |
| 1207  | 465   | Fuga da casa                             | 14 maggio 1993    | 7 ottobre 2005    |
| 1209  | 466   | La volpe e la tigre                      | 21 maggio 1993    | 10 ottobre 2005   |
| 1211  | 467   | Voglia di fama                           | 28 maggio 1993    | 11 ottobre 2005   |
| 1213  | 468   | Il tieni tutto                           | 4 giugno 1993     | 12 ottobre 2005   |
| 1215  | 469   | Voglio fare l'investigatore              | 11 giugno 1993    | 13 ottobre 2005   |
| 1217  | 470   | La suola trasporto                       | 18 giugno 1993    | 14 ottobre 2005   |
| 1223  | 471   | Nobita e il bonsai                       | 23 luglio 1993    | 17 ottobre 2005   |
| 1224  | 472   | Nobita va in bicicletta                  | 30 luglio 1993    | 18 ottobre 2005   |
| 1225  | 473   | La verifica di matematica                | 6 agosto 1993     | 19 ottobre 2005   |
| 1226  | 474   | Il tour nello spazio                     | 27 agosto 1993    | 20 ottobre 2005   |
| 1227  | 475   | Il borotalco sportivo                    | 3 settembre 1993  | 21 ottobre 2005   |
| 1228  | 476   | L'equilibrante                           | 10 settembre 1993 | 24 ottobre 2005   |
| 1229  | 477   | La principessa luce                      | 17 settembre 1993 | 25 ottobre 2005   |
| 1230  | 478   | Un alieno per amico                      | 24 settembre 1993 | 26 ottobre 2005   |
| 969   | 479   | Il profumo dei ricordi                   | 22 luglio 1988    | 27 ottobre 2005   |
| 1198  | 480   | Una lezione sui sentimenti               | 9 aprile 1993     | 28 ottobre 2005   |
| 970   | 481   | Lezioni di nuoto                         | 29 luglio 1988    | 31 ottobre 2005   |
| 1200  | 482   | Il Taffitto                              | 16 aprile 1993    | 1º novembre 2005  |
| 971   | 483   | Il trasloco                              | 5 agosto 1988     | 2 novembre 2005   |
| 1202  | 484   | Notti insonni                            | 23 aprile 1993    | 3 novembre 2005   |
| 972   | 485   | Un pisolino lungo un pomeriggio          | 19 agosto 1988    | 4 novembre 2005   |
| 1204  | 486   | Cuori di ghiaccio                        | 30 aprile 1993    | 7 novembre 2005   |
| 973   | 487   | Un miraggio di spiaggia                  | 26 agosto 1988    | 8 novembre 2005   |
| 1206  | 488   | Un ricordo d'infanzia                    | 7 maggio 1993     | 9 novembre 2005   |
| 974   | 489   | A caccia di insetti                      | 2 settembre 1998  | 10 novembre 2005  |
| 1208  | 490   | Un videogioco speciale                   | 14 maggio 1993    | 11 novembre 2005  |
| 975   | 491   | Un antenato famoso                       | 9 settembre 1988  | 14 novembre 2005  |
| 1210  | 492   | La pistola avvera sogni                  | 21 maggio 1993    | 15 novembre 2005  |
| 976   | 493   | Un pomeriggio in montagna                | 16 settembre 1988 | 16 novembre 2005  |
| 1212  | 494   | Scelte difficili                         | 28 maggio 1993    | 17 novembre 2005  |
| 977   | 495   | La tazza dell'abbondanza                 | 23 settembre 1988 | 18 novembre 2005  |
| 1214  | 496   | Il potere di un cartello                 | 4 giugno 1993     | 21 novembre 2005  |
| 978   | 497   | Le predizioni di Nobita                  | 30 settembre 1988 | 22 novembre 2005  |
| 1216  | 498   | Una curiosa canna da pesca               | 11 giugno 1993    | 23 novembre 2005  |
| 979   | 499   | Il Cuntrari II                           | 14 ottobre 1988   | 24 novembre 2005  |
| 1218  | 500   | Giochi e pubblicità                      | 18 giugno 1993    | 25 novembre 2005  |
| 980   | 501   | Tornado per tutte le necessità           | 21 ottobre 1988   | 28 novembre 2005  |
| 1232  | 502   | Il tappeto tranquillizzante              | 15 ottobre 1993   | 29 novembre 2005  |
| 981   | 503   | L'elicamera                              | 28 ottobre 1988   | 30 novembre 2005  |
| 1233  | 504   | Galoppa, cavallo!                        | 22 ottobre 1993   | 1º dicembre 2005  |
| 982   | 505   | Il marionettista                         | 4 novembre 1988   | 2 dicembre 2005   |
| 1234  | 506   | Avventura sul laghetto                   | 29 ottobre 1993   | 5 dicembre 2005   |
| 983   | 507   | Nobita fa il camaleonte                  | 11 novembre 1988  | 6 dicembre 2005   |
| 1235  | 508   | Nobita, Ninja per un giorno              | 5 novembre 1993   | 7 dicembre 2005   |
| 984   | 509   | Rimbalzando per la città                 | 18 novembre 1988  | 9 dicembre 2005   |
| 1236  | 510   | Trasformazioni                           | 12 novembre 1993  | 12 dicembre 2005  |
| 985   | 511   | Percorsi di orme                         | 25 novembre 1988  | 13 dicembre 2005  |
| 1237  | 512   | Una robottina per amica                  | 19 novembre 1993  | 14 dicembre 2005  |
| 986   | 513   | Le fotografie parlanti                   | 2 dicembre 1988   | 15 dicembre 2005  |
| 1238  | 514   | La squadra di Nobita                     | 26 novembre 1993  | 16 dicembre 2005  |
| 988   | 515   | Alla ricerca di fossili                  | 16 dicembre 1988  | 19 dicembre 2005  |
| 1239  | 516   | Una lettera scottante                    | 3 dicembre 1993   | 20 dicembre 2005  |

## Quarta stagione
La quarta stagione italiana dell'anime 1979 Doraemon comprende 152 episodi ed è stata trasmessa su Italia 1 dal 5 settembre 2006 al 16 febbraio 2007; gli episodi 667 e 668, inizialmente esclusi, sono stati recuperati in occasione delle repliche.
| Nº Ja | Nº It | Titolo italiano                       | In onda           | In onda           |
| Nº Ja | Nº It | Titolo italiano                       | Giapponese        | Italiano          |
| 989   | 517   | L'ombrello scaccia guai               | 23 dicembre 1988  | 5 settembre 2006  |
| 1241  | 518   | Il traduci bebè                       | 17 dicembre 1993  | 5 settembre 2006  |
| 990   | 519   | Il crea set                           | 13 gennaio 1989   | 6 settembre 2006  |
| 1242  | 520   | Vigilia di Natale                     | 24 dicembre 1993  | 6 settembre 2006  |
| 992   | 521   | I fagioli del teletrasporto           | 27 gennaio 1989   | 7 settembre 2006  |
| 1243  | 522   | Lo specchio attira-tutto              | 14 gennaio 1994   | 7 settembre 2006  |
| 991   | 523   | Antenne radiocomando                  | 20 gennaio 1989   | 8 settembre 2006  |
| 1244  | 524   | La video lettera                      | 21 gennaio 1994   | 8 settembre 2006  |
| 993   | 525   | Il mostra sogni                       | 3 febbraio 1989   | 11 settembre 2006 |
| 1245  | 526   | Il leggerino                          | 28 gennaio 1994   | 11 settembre 2006 |
| 994   | 527   | La barca da giardino                  | 10 febbraio 1989  | 12 settembre 2006 |
| 1246  | 528   | La pistola copia-umani                | 4 febbraio 1994   | 12 settembre 2006 |
| 995   | 529   | La valigetta cartocomics              | 17 febbraio 1989  | 13 settembre 2006 |
| 1247  | 530   | I fiori cambia umore                  | 11 febbraio 1994  | 13 settembre 2006 |
| 996   | 531   | La pistola amplificante               | 24 febbraio 1989  | 14 settembre 2006 |
| 1248  | 532   | I sogni premonitori                   | 18 febbraio 1994  | 14 settembre 2006 |
| 997   | 533   | L'aeroporto attiratutto               | 3 marzo 1989      | 15 settembre 2006 |
| 1249  | 534   | L'orologio comanda tempo              | 25 febbraio 1994  | 15 settembre 2006 |
| 998   | 535   | I copridita bestiali                  | 10 marzo 1989     | 18 settembre 2006 |
| 1250  | 536   | Il parco preistorico                  | 4 marzo 1994      | 18 settembre 2006 |
| 1000  | 537   | Il libro delle profezie               | 24 marzo 1989     | 19 settembre 2006 |
| 1252  | 538   | I super guanti                        | 18 marzo 1994     | 19 settembre 2006 |
| 1001  | 539   | La macchina parlascrivi               | 31 marzo 1989     | 20 settembre 2006 |
| 1253  | 540   | Il gatto ladruncolo                   | 25 marzo 1994     | 20 settembre 2006 |
| 1002  | 541   | Il realetivù                          | 14 aprile 1989    | 21 settembre 2006 |
| 1254  | 542   | La spilla sbugia                      | 1º aprile 1994    | 21 settembre 2006 |
| 1003  | 543   | La miniaturopedia                     | 21 aprile 1989    | 22 settembre 2006 |
| 1255  | 544   | Il paesaggiatore                      | 15 aprile 1994    | 22 settembre 2006 |
| 1004  | 545   | Il cappello della confessione         | 28 aprile 1989    | 25 settembre 2006 |
| 1256  | 546   | Adesivi amorevoli                     | 22 aprile 1994    | 25 settembre 2006 |
| 1005  | 547   | L'aumentante                          | 12 maggio 1989    | 26 settembre 2006 |
| 1257  | 548   | Genio per un giorno                   | 29 aprile 1994    | 26 settembre 2006 |
| 1006  | 549   | Lo spray scaglia cose                 | 19 maggio 1989    | 27 settembre 2006 |
| 1258  | 550   | Le ali di Cupido                      | 6 maggio 1994     | 27 settembre 2006 |
| 1007  | 551   | Emittenti miniatura                   | 26 maggio 1989    | 28 settembre 2006 |
| 1259  | 552   | Seme Biancaneve                       | 13 maggio 1994    | 28 settembre 2006 |
| 1008  | 553   | Il peso blocca ombre e il clona ombre | 2 giugno 1989     | 29 settembre 2006 |
| 1260  | 554   | Il riproduttore elettrico di fantasie | 20 maggio 1994    | 29 settembre 2006 |
| 1009  | 555   | L'inclinosalite                       | 9 giugno 1989     | 2 ottobre 2006    |
| 1261  | 556   | La bolla messaggera                   | 27 maggio 1994    | 2 ottobre 2006    |
| 1010  | 557   | Il tempio dei desideri                | 16 giugno 1989    | 3 ottobre 2006    |
| 1262  | 558   | La festa dei fannulloni               | 3 giugno 1994     | 3 ottobre 2006    |
| 1011  | 559   | Lo scatolo                            | 23 giugno 1989    | 4 ottobre 2006    |
| 1263  | 560   | L'equilibrante                        | 10 giugno 1994    | 4 ottobre 2006    |
| 1012  | 561   | Sparamelle pubblicitarie              | 30 giugno 1989    | 5 ottobre 2006    |
| 1264  | 562   | Onestamente...                        | 17 giugno 1994    | 5 ottobre 2006    |
| 1013  | 563   | La sosia creatute                     | 7 luglio 1989     | 6 ottobre 2006    |
| 1265  | 564   | Il ventaglio cambia-idea              | 24 giugno 1994    | 6 ottobre 2006    |
| 1014  | 565   | L'anticamera dei sogni                | 14 luglio 1989    | 9 ottobre 2006    |
| 1266  | 566   | Il cucciolo                           | 1º luglio 1994    | 9 ottobre 2006    |
| 1015  | 567   | L'importanza del risparmio            | 21 luglio 1989    | 10 ottobre 2006   |
| 1267  | 568   | Gli occhiali da buongustaio           | 8 luglio 1994     | 10 ottobre 2006   |
| 1016  | 569   | Conchiglie di emergenza               | 28 luglio 1989    | 11 ottobre 2006   |
| 1268  | 570   | Il complimentibot                     | 15 luglio 1994    | 11 ottobre 2006   |
| 1017  | 571   | Una sveglia speciale                  | 4 agosto 1989     | 12 ottobre 2006   |
| 1269  | 572   | Il cornicerminiaturizzante            | 22 luglio 1994    | 12 ottobre 2006   |
| 1018  | 573   | La mini mongolfiera                   | 18 agosto 1989    | 13 ottobre 2006   |
| 1270  | 574   | La libellula trova tutto              | 29 luglio 1994    | 13 ottobre 2006   |
| 1019  | 575   | La teca radunante                     | 25 agosto 1989    | 16 ottobre 2006   |
| 1271  | 576   | Il tifone a molla                     | 5 agosto 1994     | 16 ottobre 2006   |
| 1020  | 577   | Il set da Sherlock Holmes             | 1º settembre 1989 | 17 ottobre 2006   |
| 1272  | 578   | Il fantasma liofilizzato              | 19 agosto 1994    | 17 ottobre 2006   |
| 1021  | 579   | Spray mani di riserva                 | 8 settembre 1989  | 18 ottobre 2006   |
| 1273  | 580   | Videogioco della realtà               | 26 agosto 1994    | 18 ottobre 2006   |
| 1022  | 581   | Il confessoforo                       | 15 settembre 1989 | 19 ottobre 2006   |
| 1274  | 582   | Cravatta lavora sodo                  | 2 settembre 1994  | 19 ottobre 2006   |
| 1023  | 583   | Cimici                                | 22 settembre 1989 | 20 ottobre 2006   |
| 1275  | 584   | I sandali veloci                      | 9 settembre 1994  | 20 ottobre 2006   |
| 1024  | 585   | Megafono ipnotizzatore                | 29 settembre 1989 | 23 ottobre 2006   |
| 1276  | 586   | Ventagli ventilanti                   | 16 settembre 1994 | 24 ottobre 2006   |
| 1025  | 587   | La siringa teletrasporto              | 20 ottobre 1989   | 25 ottobre 2006   |
| 1277  | 588   | La sbarra non passi                   | 23 settembre 1994 | 26 ottobre 2006   |
| 1026  | 589   | L'annulla tempo                       | 27 ottobre 1989   | 27 ottobre 2006   |
| 1278  | 590   | La guardia del corpo                  | 7 ottobre 1994    | 30 ottobre 2006   |
| 1027  | 591   | La lavagna diventa chi vuoi           | 3 novembre 1989   | 31 ottobre 2006   |
| 1279  | 592   | Il fantasma del bagno                 | 14 ottobre 1994   | 1º novembre 2006  |
| 1028  | 593   | Il computer everywhere                | 10 novembre 1989  | 2 novembre 2006   |
| 1280  | 594   | La merendina assomiglia               | 21 ottobre 1994   | 3 novembre 2006   |
| 1029  | 595   | Il computer del tempo                 | 17 novembre 1989  | 6 novembre 2006   |
| 1281  | 596   | Assegni dei desideri                  | 28 ottobre 1994   | 7 novembre 2006   |
| 1030  | 597   | Il solleva casa                       | 24 novembre 1989  | 8 novembre 2006   |
| 1282  | 598   | Il sale della crescita                | 4 novembre 1994   | 9 novembre 2006   |
| 1031  | 599   | La spada dimezzante                   | 1º dicembre 1989  | 10 novembre 2006  |
| 1283  | 600   | La pietra dell'illuminazione          | 11 novembre 1994  | 13 novembre 2006  |
| 1032  | 601   | La fotoclimatizzazione                | 8 dicembre 1989   | 14 novembre 2006  |
| 1284  | 602   | L'antenna dell'umore                  | 18 novembre 1994  | 15 novembre 2006  |
| 1033  | 603   | La caramella power                    | 15 dicembre 1989  | 16 novembre 2006  |
| 1285  | 604   | L'ombrello degli innamorati           | 25 novembre 1994  | 17 novembre 2006  |
| 1034  | 605   | La nascita di Nobita                  | 22 dicembre 1989  | 20 novembre 2006  |
| 1286  | 606   | Fuochi messaggeri                     | 2 dicembre 1994   | 21 novembre 2006  |
| 1035  | 607   | Il virus crea moda                    | 12 gennaio 1990   | 22 novembre 2006  |
| 1287  | 608   | Viaggio nel tempo                     | 9 dicembre 1994   | 23 novembre 2006  |
| 1036  | 609   | La macchina dei desideri              | 19 gennaio 1990   | 24 novembre 2006  |
| 1288  | 610   | La bacchetta del sonnambulo           | 16 dicembre 1994  | 27 novembre 2006  |
| 1037  | 611   | La fotocamera costumista              | 26 gennaio 1990   | 28 novembre 2006  |
| 1289  | 612   | Il comignolo di Babbo Natale          | 23 dicembre 1994  | 29 novembre 2006  |
| 1038  | 613   | Desiderio di cattiveria               | 2 febbraio 1990   | 30 novembre 2006  |
| 1290  | 614   | La cerca padrone                      | 13 gennaio 1995   | 1º dicembre 2006  |
| 1039  | 615   | Il buono d'ordine di libri futuri     | 9 febbraio 1990   | 4 dicembre 2006   |
| 1291  | 616   | I guanti copiatalento                 | 20 gennaio 1995   | 5 dicembre 2006   |
| 1040  | 617   | Il serpente pietrificante             | 16 febbraio 1990  | 6 dicembre 2006   |
| 1292  | 618   | Alla scoperta del premio              | 27 gennaio 1995   | 7 dicembre 2006   |
| 1041  | 619   | Il panno scambiante                   | 23 febbraio 1990  | 8 dicembre 2006   |
| 1293  | 620   | Quattro stagioni in una               | 3 febbraio 1995   | 11 dicembre 2006  |
| 1042  | 621   | Il proiettore di paesaggi             | 2 marzo 1990      | 12 dicembre 2006  |
| 1294  | 622   | L'animalattice                        | 10 febbraio 1995  | 13 dicembre 2006  |
| 1043  | 623   | La carta protettiva                   | 9 marzo 1990      | 14 dicembre 2006  |
| 1295  | 624   | La borsa del dottore                  | 17 febbraio 1995  | 15 dicembre 2006  |
| 1044  | 625   | Il sommergibile di carta              | 16 marzo 1990     | 18 dicembre 2006  |
| 1296  | 626   | Lo spray spruzza tutto                | 24 febbraio 1995  | 19 dicembre 2006  |
| 1045  | 627   | Il ricrea tutto                       | 23 marzo 1990     | 20 dicembre 2006  |
| 1297  | 628   | Lo spray verifica impronte            | 2 marzo 1995      | 21 dicembre 2006  |
| 1046  | 629   | Il pesometro                          | 30 marzo 1990     | 27 dicembre 2006  |
| 1298  | 630   | La letargotana                        | 9 marzo 1995      | 28 dicembre 2006  |
| 1047  | 631   | Il viaggiatore sedentario             | 13 aprile 1990    | 29 dicembre 2006  |
| 1299  | 632   | Il robot consigliere                  | 16 marzo 1995     | 31 dicembre 2006  |
| 1048  | 633   | Le pillole insettifere                | 20 aprile 1990    | 2 gennaio 2007    |
| 1300  | 634   | Il nero gravità                       | 23 marzo 1995     | 3 gennaio 2007    |
| 1049  | 635   | La macchina dell'importanza           | 27 aprile 1990    | 4 gennaio 2007    |
| 1301  | 636   | La credo bugie                        | 6 aprile 1995     | 5 gennaio 2007    |
| 1050  | 637   | Il gas solo mio                       | 4 maggio 1990     | 8 gennaio 2007    |
| 1302  | 638   | Casa robot                            | 27 aprile 1995    | 9 gennaio 2007    |
| 1051  | 639   | Gli occhiali velocizzanti             | 11 maggio 1990    | 10 gennaio 2007   |
| 1303  | 640   | Il raggio fungo del genio             | 4 maggio 1995     | 11 gennaio 2007   |
| 1052  | 641   | Il rimpiazzoneta                      | 18 maggio 1990    | 12 gennaio 2007   |
| 1304  | 642   | L'autorazzo                           | 11 maggio 1995    | 15 gennaio 2007   |
| 1053  | 643   | Fuga dal condominio                   | 25 maggio 1990    | 16 gennaio 2007   |
| 1305  | 644   | Il mantello supereroe                 | 18 maggio 1995    | 17 gennaio 2007   |
| 1054  | 645   | L'aspira scarabocchi                  | 1º giugno 1990    | 18 gennaio 2007   |
| 1306  | 646   | La carta del tempo                    | 25 maggio 1995    | 19 gennaio 2007   |
| 1055  | 647   | La tempo pistola                      | 8 giugno 1990     | 22 gennaio 2007   |
| 1307  | 648   | La colla fissaria                     | 1º giugno 1995    | 23 gennaio 2007   |
| 1056  | 649   | La risolvoproblemi                    | 15 giugno 1990    | 24 gennaio 2007   |
| 1308  | 650   | La medaglia guardiana                 | 8 giugno 1995     | 25 gennaio 2007   |
| 1057  | 651   | L'oceano in città                     | 22 giugno 1990    | 26 gennaio 2007   |
| 1309  | 652   | La scatola favologadgets              | 15 giugno 1995    | 29 gennaio 2007   |
| 1058  | 653   | Il cuscino perforante                 | 29 giugno 1990    | 30 gennaio 2007   |
| 1310  | 654   | Il promemoria                         | 22 giugno 1995    | 31 gennaio 2007   |
| 1059  | 655   | La fascia della vendetta              | 6 luglio 1990     | 1º febbraio 2007  |
| 1311  | 656   | Il profeta delle possibilità          | 29 giugno 1995    | 2 febbraio 2007   |
| 1060  | 657   | Il cambia profilo                     | 20 luglio 1990    | 5 febbraio 2007   |
| 1312  | 658   | Che fatica fare il fratello!          | 6 luglio 1995     | 6 febbraio 2007   |
| 1061  | 659   | Lo spray del ritorno                  | 27 luglio 1990    | 7 febbraio 2007   |
| 1313  | 660   | Il ricordo martello                   | 13 luglio 1995    | 8 febbraio 2007   |
| 1062  | 661   | Lo scrutascopio                       | 3 agosto 1990     | 9 febbraio 2007   |
| 1314  | 662   | Il satellite da trasporto             | 20 luglio 1995    | 12 febbraio 2007  |
| 1063  | 663   | Le mani del contraccambio             | 10 agosto 1990    | 13 febbraio 2007  |
| 1315  | 664   | La spiaggia privata                   | 27 luglio 1995    | 14 febbraio 2007  |
| 1064  | 665   | Il calendario variabile               | 24 agosto 1990    | 15 febbraio 2007  |
| 1316  | 666   | La tabella decidi tempo               | 3 agosto 1995     | 16 febbraio 2007  |
| 1065  | 667   | Il libro della realtà                 | 31 agosto 1990    | 7 giugno 2009     |
| 1317  | 668   | L'animalofono                         | 17 agosto 1995    | 11 ottobre 2007   |

## Quinta stagione
La quinta stagione italiana dell'anime 1979 Doraemon comprende 164 episodi ed è stata trasmessa su Italia 1 dall'11 giugno 2007 al 24 ottobre dello stesso anno; l'episodio 669, inizialmente escluso, è stato recuperato in occasione delle repliche nel 2009. Insieme ad alcuni episodi sono stati trasmessi anche dei brevi cortometraggi, intitolati Le fiabe di Doraemon. 
| Nº Ja | Nº It | Titolo italiano                                        | In onda           | In onda           |
| Nº Ja | Nº It | Titolo italiano                                        | Giapponese        | Italiano          |
| 1066  | 669   | Il trasformauovo                                       | 7 settembre 1990  | 7 giugno 2009     |
| 1318  | 670   | La crisi dello scrittore                               | 24 agosto 1995    | 11 giugno 2007    |
| 1067  | 671   | La grande fuga                                         | 14 settembre 1990 | 11 giugno 2007    |
| 1319  | 672   | La macchina 3D                                         | 31 agosto 1995    | 12 giugno 2007    |
| 1068  | 673   | L'enciclopedia universale                              | 21 settembre 1990 | 12 giugno 2007    |
| 1320  | 674   | Lo strofinaccio del tempo                              | 7 settembre 1995  | 13 giugno 2007    |
| 1069  | 675   | Il kit del perfetto saggio                             | 28 settembre 1990 | 13 giugno 2007    |
| 1321  | 676   | La mappa sposta-casa                                   | 21 settembre 1995 | 14 giugno 2007    |
| 1070  | 677   | La scova-infrazione                                    | 19 ottobre 1990   | 14 giugno 2007    |
| 1322  | 678   | L'immunospray                                          | 5 ottobre 1995    | 15 giugno 2007    |
| 1071  | 679   | Il ladro di spille                                     | 26 ottobre 1990   | 15 giugno 2007    |
| 1323  | 680   | Vendetta a distanza                                    | 12 ottobre 1995   | 18 giugno 2007    |
| 1072  | 681   | Il visualizza cibi                                     | 2 novembre 1990   | 18 giugno 2007    |
| 1324  | 682   | La giacca avventurosa                                  | 19 ottobre 1995   | 19 giugno 2007    |
| 1073  | 683   | La cucciolo crema                                      | 9 novembre 1990   | 19 giugno 2007    |
| 1325  | 684   | La spio camera                                         | 26 ottobre 1995   | 20 giugno 2007    |
| 1074  | 685   | La torcia delle materie prime                          | 16 novembre 1990  | 20 giugno 2007    |
| 1326  | 686   | Mamma è un lupo mannaro?                               | 2 novembre 1995   | 21 giugno 2007    |
| 1075  | 687   | Pezzi radiocomandati                                   | 23 novembre 1990  | 21 giugno 2007    |
| 1327  | 688   | Il voluminoso                                          | 9 novembre 1995   | 22 giugno 2007    |
| 1076  | 689   | Il meteo concentratore                                 | 30 novembre 1990  | 22 giugno 2007    |
| 1328  | 690   | La spilla del preferito                                | 16 novembre 1995  | 25 giugno 2007    |
| 1077  | 691   | Il cappellino uno-due-tre stella                       | 7 dicembre 1990   | 25 giugno 2007    |
| 1329  | 692   | Questione di visibilità                                | 23 novembre 1995  | 26 giugno 2007    |
| 1078  | 693   | Un fratello ingombrante                                | 14 dicembre 1990  | 26 giugno 2007    |
| 1330  | 694   | Il cambiafaccia                                        | 30 novembre 1995  | 27 giugno 2007    |
| 1079  | 695   | Le cimici scambia personalità                          | 21 dicembre 1990  | 27 giugno 2007    |
| 1331  | 696   | I satelliti domestici                                  | 7 dicembre 1995   | 28 giugno 2007    |
| 1080  | 697   | Lo scaldacuore                                         | 28 dicembre 1990  | 28 giugno 2007    |
| 1332  | 698   | L'esaudifono portatile                                 | 14 dicembre 1995  | 29 giugno 2007    |
| 1081  | 699   | L'indicarabbia                                         | 11 gennaio 1991   | 29 giugno 2007    |
| 1333  | 700   | Lo psico casco                                         | 21 dicembre 1995  | 2 luglio 2007     |
| 1082  | 701   | Sogni premonitori                                      | 18 gennaio 1991   | 2 luglio 2007     |
| 1334  | 702   | Il contrario calendario                                | 11 gennaio 1996   | 3 luglio 2007     |
| 1231  | 703   | Il rilevatore sotterraneo                              | 1º ottobre 1993   | 3 luglio 2007     |
| 1440  | 704   | Il surf ovunque vai                                    | 3 luglio 1998     | 4 luglio 2007     |
| 1441  | 705   | Il memorabiliante                                      | 10 luglio 1998    | 4 luglio 2007     |
| 1442  | 706   | Il giardino nel cielo                                  | 17 luglio 1998    | 5 luglio 2007     |
| 1443  | 707   | Il mare in casa                                        | 24 luglio 1998    | 5 luglio 2007     |
| 1444  | 708   | Il rivelasentimenti                                    | 31 luglio 1998    | 6 luglio 2007     |
| 1445  | 709   | La banca ambulante                                     | 7 agosto 1998     | 6 luglio 2007     |
| 1446  | 710   | Servizio consegne rapide                               | 14 agosto 1998    | 9 luglio 2007     |
| 1447  | 711   | Il diario segnatutto                                   | 21 agosto 1998    | 9 luglio 2007     |
| 1448  | 712   | Il mister musichiere                                   | 28 agosto 1998    | 10 luglio 2007    |
| 1449  | 713   | Lo spray chiacchierino                                 | 11 settembre 1998 | 10 luglio 2007    |
| 1450  | 714   | La torcia "come prima"                                 | 18 settembre 1998 | 11 luglio 2007    |
| 1451  | 715   | Il cerchio dell'amicizia                               | 25 settembre 1998 | 11 luglio 2007    |
| 1452  | 716   | La spilla "fa la star"                                 | 16 ottobre 1998   | 12 luglio 2007    |
| 1453  | 717   | Il dizionario delle cose reali                         | 23 ottobre 1998   | 12 luglio 2007    |
| 1454  | 718   | Il tappeto crea casa                                   | 30 ottobre 1998   | 13 luglio 2007    |
| 1455  | 719   | Nobita fa l'investigatore                              | 6 novembre 1998   | 13 luglio 2007    |
| 1456  | 720   | Una piccola grande avventura                           | 13 novembre 1998  | 16 luglio 2007    |
| 1457  | 721   | La giustocorda                                         | 20 novembre 1998  | 16 luglio 2007    |
| 1458  | 722   | L'antenna della compassione                            | 27 novembre 1998  | 17 luglio 2007    |
| 1459  | 723   | La sella da rodeo                                      | 4 dicembre 1998   | 17 luglio 2007    |
| 1460  | 724   | La coccinella sette cadute                             | 11 dicembre 1998  | 18 luglio 2007    |
| 1461  | 725   | L'uovo di Sole                                         | 8 gennaio 1999    | 18 luglio 2007    |
| 1462  | 726   | La gocciacapsula                                       | 15 gennaio 1999   | 19 luglio 2007    |
| 1463  | 727   | Eneson, generatore di elettricità                      | 22 gennaio 1999   | 19 luglio 2007    |
| 1464  | 728   | Il cerchietto delle buone azioni                       | 29 gennaio 1999   | 20 luglio 2007    |
| 1465  | 729   | Il burro cacao dei VIP                                 | 5 febbraio 1999   | 20 luglio 2007    |
| 1466  | 730   | San Valentino                                          | 12 febbraio 1999  | 23 luglio 2007    |
| 1467  | 731   | Il sapone scopritalento                                | 19 febbraio 1999  | 23 luglio 2007    |
| 1468  | 732   | Lo spirito delle parole                                | 12 marzo 1999     | 24 luglio 2007    |
| 1469  | 733   | La spilla "sono la mamma"                              | 19 marzo 1999     | 24 luglio 2007    |
| 1470  | 734   | Lo scaricapanico                                       | 9 aprile 1999     | 25 luglio 2007    |
| 1471  | 735   | Il tuttofatto                                          | 23 aprile 1999    | 25 luglio 2007    |
| 1336  | 736   | I guanti della rivincita                               | 25 gennaio 1996   | 26 luglio 2007    |
| 1472  | 737   | La poltronissima                                       | 30 aprile 1999    | 26 luglio 2007    |
| 1198s | 737s  | Le fiabe di Doraemon - Cenerentola                     | 9 aprile 1993     | 26 luglio 2007    |
| 1337  | 738   | L'adesivo servente                                     | 1º febbraio 1996  | 27 luglio 2007    |
| 1474  | 739   | Il pepe crea animali                                   | 14 maggio 1999    | 27 luglio 2007    |
| 1200s | 739s  | Le fiabe di Doraemon - La scimmia e i granchi          | 16 aprile 1993    | 27 luglio 2007    |
| 1338  | 740   | La cambiacrema                                         | 8 febbraio 1996   | 30 luglio 2007    |
| 1475  | 741   | L'afferratutto                                         | 21 maggio 1999    | 30 luglio 2007    |
| 1204s | 741s  | Le fiabe di Doraemon - Il ragazzo-pesca                | 30 aprile 1993    | 30 luglio 2007    |
| 1340  | 742   | Suoni e ultrasuoni                                     | 8 marzo 1996      | 31 luglio 2007    |
| 1476  | 743   | La girandola cambiante                                 | 28 maggio 1999    | 31 luglio 2007    |
| 1206s | 743s  | Le fiabe di Doraemon - L'ascia d'oro                   | 7 maggio 1993     | 31 luglio 2007    |
| 1341  | 744   | La sveglia delle difficoltà                            | 15 marzo 1996     | 1º agosto 2007    |
| 1477  | 745   | Il ridammelo                                           | 4 giugno 1999     | 1º agosto 2007    |
| 1208s | 745s  | Le fiabe di Doraemon - I tre porcellini                | 14 maggio 1993    | 1º agosto 2007    |
| 1342  | 746   | La borsa "farespesa"                                   | 22 marzo 1996     | 2 agosto 2007     |
| 1478  | 747   | La coda delle allucinazioni                            | 11 giugno 1999    | 2 agosto 2007     |
| 1210s | 747s  | Le fiabe di Doraemon - La piccola fiammiferaia         | 21 maggio 1993    | 2 agosto 2007     |
| 1343  | 748   | La cintura magnetica                                   | 19 aprile 1996    | 3 agosto 2007     |
| 1479  | 749   | Il palco dell'addio                                    | 18 giugno 1999    | 3 agosto 2007     |
| 1212s | 749s  | Le fiabe di Doraemon - Il minuscolo samurai            | 28 maggio 1993    | 3 agosto 2007     |
| 1344  | 750   | Il guanto magico                                       | 26 aprile 1996    | 6 agosto 2007     |
| 1480  | 751   | La bacchetta dell'oblio                                | 25 giugno 1999    | 6 agosto 2007     |
| 1214s | 751s  | Le fiabe di Doraemon - Biancaneve                      | 4 giugno 1993     | 6 agosto 2007     |
| 1345  | 752   | Il berretto dell'immaginazione                         | 3 maggio 1996     | 7 agosto 2007     |
| 1481  | 753   | Gli uccelli pettegoli                                  | 2 luglio 1999     | 7 agosto 2007     |
| 1216s | 753s  | Le fiabe di Doraemon - Hänsel e Gretel                 | 11 giugno 1993    | 7 agosto 2007     |
| 1473  | 754   | L'Agnellnet                                            | 7 maggio 1999     | 8 agosto 2007     |
| 1346  | 755   | Le caramelle cambiavoce                                | 10 maggio 1996    | 8 agosto 2007     |
| 1218s | 755s  | Le fiabe di Doraemon - La bella addormentata nel bosco | 18 giugno 1993    | 8 agosto 2007     |
| 1347  | 756   | Lo spray della parola                                  | 17 maggio 1996    | 9 agosto 2007     |
| 1483  | 757   | Il fratellino                                          | 16 luglio 1999    | 9 agosto 2007     |
| 1219s | 757s  | Le fiabe di Doraemon - Gli elfi e il ciabattino        | 25 giugno 1993    | 9 agosto 2007     |
| 1348  | 758   | Il fantasma di Pandora                                 | 24 maggio 1996    | 10 agosto 2007    |
| 1484  | 759   | L'altalena dell'equilibrio                             | 23 luglio 1999    | 10 agosto 2007    |
| 1220s | 759s  | Le fiabe di Doraemon - La gru riconoscente             | 2 luglio 1993     | 10 agosto 2007    |
| 1349  | 760   | Il cappello del coraggio                               | 31 maggio 1996    | 13 agosto 2007    |
| 1485  | 761   | La rana delle quattro stagioni                         | 30 luglio 1999    | 13 agosto 2007    |
| 1221s | 761s  | Le fiabe di Doraemon - La principessa della Luna       | 9 luglio 1993     | 13 agosto 2007    |
| 1350  | 762   | Motocross in città                                     | 7 giugno 1996     | 14 agosto 2007    |
| 1486  | 763   | La pistola pronti-partenza-via                         | 6 agosto 1999     | 14 agosto 2007    |
| 1222s | 763s  | Le fiabe di Doraemon - La volpe e la gru               | 16 luglio 1993    | 14 agosto 2007    |
| 1351  | 764   | Nei panni di una bambina                               | 14 giugno 1996    | 15 agosto 2007    |
| 1488  | 765   | Il riavvolgitempo                                      | 20 agosto 1999    | 15 agosto 2007    |
| 1223s | 765s  | Le fiabe di Doraemon - La cicala e la formica          | 23 luglio 1993    | 15 agosto 2007    |
| 1353  | 766   | La molla velocizzante                                  | 28 giugno 1996    | 16 agosto 2007    |
| 1489  | 767   | Il vorticotromba                                       | 27 agosto 1999    | 16 agosto 2007    |
| 1225s | 767s  | Le fiabe di Doraemon - Il regalo misterioso            | 6 agosto 1993     | 16 agosto 2007    |
| 1354  | 768   | Un po' di svago per Jaiko                              | 5 luglio 1996     | 17 agosto 2007    |
| 1490  | 769   | Lo spray della sparizione                              | 3 settembre 1999  | 17 agosto 2007    |
| 1226s | 769s  | Le fiabe di Doraemon - Una missione impossibile        | 27 agosto 1993    | 17 agosto 2007    |
| 1355  | 770   | Il fratello maggiore                                   | 12 luglio 1996    | 20 agosto 2007    |
| 1491  | 771   | La cercatrova                                          | 10 settembre 1999 | 20 agosto 2007    |
| 1227s | 771s  | Le fiabe di Doraemon - La sirenetta                    | 3 settembre 1993  | 20 agosto 2007    |
| 1356  | 772   | I pantaloni corricorri                                 | 19 luglio 1996    | 21 agosto 2007    |
| 1492  | 773   | Argilla ad asciugatura rapida                          | 17 settembre 1999 | 21 agosto 2007    |
| 1228s | 773s  | Le fiabe di Doraemon - Aladino e la lampada magica     | 10 settembre 1993 | 21 agosto 2007    |
| 1357  | 774   | Le dormomai                                            | 26 luglio 1996    | 22 agosto 2007    |
| 1493  | 775   | Il captapensieri                                       | 24 settembre 1999 | 22 agosto 2007    |
| 1229s | 775s  | Le fiabe di Doraemon - Il procione dispettoso          | 17 settembre 1993 | 22 agosto 2007    |
| 1358  | 776   | La sforbiciaombra                                      | 2 agosto 1996     | 23 agosto 2007    |
| 1494  | 777   | I trenini portatili                                    | 1º ottobre 1999   | 23 agosto 2007    |
| 1230s | 777s  | Le fiabe di Doraemon - Il drago ad otto teste          | 24 settembre 1993 | 23 agosto 2007    |
| 1359  | 778   | Le labbra della realtà                                 | 9 agosto 1996     | 24 agosto 2007    |
| 1496  | 779   | L'asciugamano della pace                               | 22 ottobre 1999   | 24 agosto 2007    |
| 1231s | 779s  | Le fiabe di Doraemon - Urashima Tarō                   | 1º ottobre 1993   | 24 agosto 2007    |
| 1497  | 780   | L'adesivo dello spauracchio                            | 29 ottobre 1999   | 27 agosto 2007    |
| 1498  | 781   | Uova fiabesche                                         | 5 novembre 1999   | 27 agosto 2007    |
| 1499  | 782   | La cabina dei desideri                                 | 12 novembre 1999  | 28 agosto 2007    |
| 1500  | 783   | L'invidiello                                           | 19 novembre 1999  | 28 agosto 2007    |
| 1501  | 784   | Le vivifavole                                          | 26 novembre 1996  | 29 agosto 2007    |
| 1502  | 785   | Il nipotino                                            | 3 dicembre 1999   | 29 agosto 2007    |
| 1503  | 786   | I punti delle buone azioni                             | 10 dicembre 1999  | 30 agosto 2007    |
| 1504  | 787   | La zanzara feeling                                     | 17 dicembre 1999  | 30 agosto 2007    |
| 1505  | 788   | La rana "torna a casa"                                 | 14 gennaio 2000   | 31 agosto 2007    |
| 1506  | 789   | Il berretto delle decisioni                            | 21 gennaio 2000   | 31 agosto 2007    |
| 1507  | 790   | L'amuleto Kikki                                        | 28 gennaio 2000   | 3 settembre 2007  |
| 1508  | 791   | Il gioco dei proverbi                                  | 4 febbraio 2000   | 3 settembre 2007  |
| 1509  | 792   | Il megafono chiama riserve                             | 11 febbraio 2000  | 4 settembre 2007  |
| 1510  | 793   | Le basta crederci                                      | 18 febbraio 2000  | 4 settembre 2007  |
| 1511  | 794   | Alla ricerca della bambola imperatrice                 | 3 marzo 2000      | 5 settembre 2007  |
| 1512  | 795   | Il fabbricapremi                                       | 17 marzo 2000     | 5 settembre 2007  |
| 1513  | 796   | I pattini elettorali                                   | 14 aprile 2000    | 6 settembre 2007  |
| 1514  | 797   | Il raggio dei campioni                                 | 28 aprile 2000    | 6 settembre 2007  |
| 1515  | 798   | La macchina dei mestieri                               | 5 maggio 2000     | 7 settembre 2007  |
| 1516  | 799   | La geniolampada                                        | 12 maggio 2000    | 7 settembre 2007  |
| 1517  | 800   | L'uccellino blu di Nobita                              | 19 maggio 2000    | 10 settembre 2007 |
| 1518  | 801   | Il ripetente                                           | 26 maggio 2000    | 11 settembre 2007 |
| 1519  | 802   | Il barattolo creacose                                  | 2 giugno 2000     | 12 settembre 2007 |
| 1520  | 803   | L'orientami                                            | 9 giugno 2000     | 13 settembre 2007 |
| 1521  | 804   | La giacca felicitante                                  | 16 giugno 2000    | 14 settembre 2007 |
| 1522  | 805   | La crema muscoli d'acciaio                             | 23 giugno 2000    | 17 settembre 2007 |
| 1523  | 806   | L'elefante fotoreale                                   | 7 luglio 2000     | 18 settembre 2007 |
| 1524  | 807   | L'aspirapiglia                                         | 14 luglio 2000    | 19 settembre 2007 |
| 1525  | 808   | La cintura bestiale                                    | 21 luglio 2000    | 20 settembre 2007 |
| 1526  | 809   | La barca dei sogni                                     | 28 luglio 2000    | 21 settembre 2007 |
| 1527  | 810   | Lo specchio dei desideri                               | 4 agosto 2000     | 24 settembre 2007 |
| 1528  | 811   | Gli origami animati                                    | 11 agosto 2000    | 25 settembre 2007 |
| 1529  | 812   | Una giornata al mare                                   | 18 agosto 2000    | 26 settembre 2007 |
| 1530  | 813   | La pulce solletichina                                  | 25 agosto 2000    | 27 settembre 2007 |
| 1531  | 814   | Il desiderio di Maho                                   | 1º settembre 2000 | 28 settembre 2007 |
| 1532  | 815   | L'ilarobot                                             | 8 settembre 2000  | 1º ottobre 2007   |
| 1533  | 816   | L'automobile capricciosa                               | 15 settembre 2000 | 2 ottobre 2007    |
| 1535  | 817   | L'angelo dei desideri                                  | 20 ottobre 2000   | 3 ottobre 2007    |
| 1536  | 818   | I berretti volatili                                    | 27 ottobre 2000   | 4 ottobre 2007    |
| 1537  | 819   | L'agenda "fa la cosa giusta"                           | 3 novembre 2000   | 5 ottobre 2007    |
| 1538  | 820   | Scambio di persona                                     | 10 novembre 2000  | 8 ottobre 2007    |
| 1539  | 821   | Il pallone gemellare                                   | 17 novembre 2000  | 9 ottobre 2007    |
| 1540  | 822   | Il creabolle                                           | 24 novembre 2000  | 10 ottobre 2007   |
| 1541  | 823   | Il creanuvolefilate                                    | 1º dicembre 2000  | 11 ottobre 2007   |
| 1542  | 824   | I pantaloni avventurosi                                | 8 dicembre 2000   | 12 ottobre 2007   |
| 1543  | 825   | La grotta relax                                        | 15 dicembre 2000  | 15 ottobre 2007   |
| 1544  | 826   | Spot, il cane poliziotto                               | 12 gennaio 2001   | 16 ottobre 2007   |
| 1545  | 827   | Il set dei giochi virtuali                             | 19 gennaio 2001   | 17 ottobre 2007   |
| 1546  | 828   | Una sorellina per Nobita                               | 26 gennaio 2001   | 18 ottobre 2007   |
| 1219  | 829   | Strane sparizioni                                      | 25 giugno 1993    | 19 ottobre 2007   |
| 1220  | 830   | Chi la fa l'aspetti                                    | 2 luglio 1993     | 22 ottobre 2007   |
| 1221  | 831   | A testa in giù nel parco                               | 9 luglio 1993     | 23 ottobre 2007   |
| 1222  | 832   | Impronte speciali                                      | 16 luglio 1993    | 24 ottobre 2007   |

## Sesta stagione
La sesta stagione italiana dell'anime 1979 Doraemon comprende 104 episodi ed è stata trasmessa su Hiro dal 22 ottobre al 12 dicembre 2010; alcuni episodi, messi in programmazione ma non trasmessi in seguito agli oscuramenti che interessavano il canale, sono stati comunque recuperati in occasione delle repliche, avvenute nei primi mesi del 2011. 
| Nº Ja | Nº It | Titolo italiano                                  | In onda           | In onda          |
| Nº Ja | Nº It | Titolo italiano                                  | Giapponese        | Italiano         |
| 1548  | 833   | Il chewing-gum creativo                          | 9 febbraio 2001   | 22 ottobre 2010  |
| 1549  | 834   | I magici guanti da neve                          | 23 febbraio 2001  | 22 ottobre 2010  |
| 1550  | 835   | Mammanet e Figlionet                             | 2 marzo 2001      | 23 ottobre 2010  |
| 1551  | 836   | La fototrappola                                  | 16 marzo 2001     | 23 ottobre 2010  |
| 1552  | 837   | La cintura del pluricampione                     | 13 aprile 2001    | 24 ottobre 2010  |
| 1553  | 838   | Il cerchio delle promesse                        | 27 aprile 2001    | 24 ottobre 2010  |
| 1554  | 839   | Il principe della pazienza                       | 5 maggio 2001     | 25 ottobre 2010  |
| 1555  | 840   | Baseball virtuale                                | 11 maggio 2001    | 25 ottobre 2010  |
| 1556  | 841   | Il rilevatore di vittorie                        | 18 maggio 2001    | 26 ottobre 2010  |
| 1557  | 842   | Il cappello delle immagini                       | 25 maggio 2001    | 26 ottobre 2010  |
| 1558  | 843   | I fagioli magici                                 | 1º giugno 2001    | 27 ottobre 2010  |
| 1559  | 844   | Il raggio invertitore                            | 8 giugno 2001     | 27 ottobre 2010  |
| 1560  | 845   | Il kit crea robotsosia                           | 15 giugno 2001    | 28 ottobre 2010  |
| 1561  | 846   | L'orologio acceleratore                          | 22 giugno 2001    | 28 ottobre 2010  |
| 1562  | 847   | Il kit del "come ti senti?"                      | 29 giugno 2001    | 29 ottobre 2010  |
| 1563  | 848   | Il martello clonante                             | 6 luglio 2001     | 29 ottobre 2010  |
| 1564  | 849   | La macchina fotografica del tempo                | 13 luglio 2001    | 30 ottobre 2010  |
| 1565  | 850   | L'incubatrice per animali                        | 3 agosto 2001     | 30 ottobre 2010  |
| 1566  | 851   | Il braccialetto dello scambio                    | 10 agosto 2001    | 31 ottobre 2010  |
| 1567  | 852   | Il gessetto a lievitazione magnetica             | 17 agosto 2001    | 31 ottobre 2010  |
| 1568  | 853   | I sali da bagno Sigfrido                         | 24 agosto 2001    | 1º novembre 2010 |
| 1569  | 854   | La crema del galleggiamento                      | 31 agosto 2001    | 1º novembre 2010 |
| 1570  | 855   | I super guanti solletichini                      | 7 settembre 2001  | 24 dicembre 2010 |
| 1571  | 856   | Lo scordatutto                                   | 14 settembre 2001 | 24 dicembre 2010 |
| 1572  | 857   | La trombetta degli angeli                        | 21 settembre 2001 | 3 novembre 2010  |
| 1573  | 858   | Il registra-sogni                                | 12 ottobre 2001   | 3 novembre 2010  |
| 1574  | 859   | L'orologio sospendi-tempo                        | 19 ottobre 2001   | 26 dicembre 2010 |
| 1575  | 860   | La palla cerca-e-trova                           | 26 ottobre 2001   | 26 dicembre 2010 |
| 1576  | 861   | La fobiatrice                                    | 2 novembre 2001   | 5 novembre 2010  |
| 1577  | 862   | Il berretto attraversa-tutto                     | 9 novembre 2001   | 5 novembre 2010  |
| 1578  | 863   | Il tappeto della felicità                        | 16 novembre 2001  | 6 novembre 2010  |
| 1579  | 864   | La pistola fortunella                            | 23 novembre 2001  | 6 novembre 2010  |
| 1580  | 865   | Lo specchio rintracciatore                       | 30 novembre 2001  | 7 novembre 2010  |
| 1581  | 866   | La macchina ricompensatrice                      | 7 dicembre 2001   | 7 novembre 2010  |
| 1582  | 867   | La pistola ad aria                               | 14 dicembre 2001  | 8 novembre 2010  |
| 1583  | 868   | La bungee catapulta                              | 11 gennaio 2002   | 8 novembre 2010  |
| 1584  | 869   | La porta senza numero                            | 18 gennaio 2002   | 9 novembre 2010  |
| 1585  | 870   | La partita di baseball                           | 25 gennaio 2002   | 9 novembre 2010  |
| 1586  | 871   | Il temposcopio regolabile                        | 1º febbraio 2002  | 10 novembre 2010 |
| 1587  | 872   | Il cartellino prova-professione                  | 8 febbraio 2002   | 1º gennaio 2011  |
| 1588  | 873   | La banca del tempo                               | 22 febbraio 2002  | 11 novembre 2010 |
| 1589  | 874   | Il saltamarino                                   | 1º marzo 2002     | 11 novembre 2010 |
| 1590  | 875   | Il megafono ipnotizzatore                        | 15 marzo 2002     | 12 novembre 2010 |
| 1591  | 876   | Il geniovo                                       | 22 marzo 2002     | 12 novembre 2010 |
| 1592  | 877   | Il quaderno del passato                          | 19 aprile 2002    | 13 novembre 2010 |
| 1593  | 878   | Segnale giro-in-giro                             | 26 aprile 2002    | 13 novembre 2010 |
| 1594  | 879   | L'incantesimo del cane procione                  | 3 maggio 2002     | 14 novembre 2010 |
| 1595  | 880   | Zanzare e ricordi                                | 10 maggio 2002    | 14 novembre 2010 |
| 1596  | 881   | Il catalogo delle possibili fidanzate            | 17 maggio 2002    | 15 novembre 2010 |
| 1597  | 882   | La minisquadra di soccorso                       | 24 maggio 2002    | 15 novembre 2010 |
| 1598  | 883   | Il pesce fortunello                              | 31 maggio 2002    | 16 novembre 2010 |
| 1599  | 884   | La casa felice                                   | 7 giugno 2002     | 16 novembre 2010 |
| 1600  | 885   | Il vigilgufo                                     | 14 giugno 2002    | 17 novembre 2010 |
| 1601  | 886   | Il satellite domestico                           | 21 giugno 2002    | 17 novembre 2010 |
| 1602  | 887   | Il pupazzo protettore                            | 28 giugno 2002    | 18 novembre 2010 |
| 1603  | 888   | Il dispositivo delle esperienze                  | 5 luglio 2002     | 18 novembre 2010 |
| 1604  | 889   | L'estratto crea-regni                            | 19 luglio 2002    | 19 novembre 2010 |
| 1605  | 890   | Il mondo a portata di mappa                      | 2 agosto 2002     | 19 novembre 2010 |
| 1606  | 891   | La larva mangiaspazio                            | 9 agosto 2002     | 20 novembre 2010 |
| 1607  | 892   | Il cuoricino del buonumore                       | 16 agosto 2002    | 20 novembre 2010 |
| 1608  | 893   | Il tubero delle dicerie                          | 23 agosto 2002    | 21 novembre 2010 |
| 1609  | 894   | Il traduttore universale                         | 30 agosto 2002    | 21 novembre 2010 |
| 1610  | 895   | La staffetta di nuoto                            | 6 settembre 2002  | 22 novembre 2010 |
| 1611  | 896   | Miss reclame                                     | 13 settembre 2002 | 22 novembre 2010 |
| 1612  | 897   | La torcia d'ingrandimento                        | 20 settembre 2002 | 23 novembre 2010 |
| 1613  | 898   | L'elefanspirante                                 | 4 ottobre 2002    | 23 novembre 2010 |
| 1614  | 899   | Il signor zampa-di-gatto                         | 18 ottobre 2002   | 24 novembre 2010 |
| 1615  | 900   | Il cambia animale                                | 25 ottobre 2002   | 24 novembre 2010 |
| 1616  | 901   | Il bastone cercapersone                          | 1º novembre 2002  | 25 novembre 2010 |
| 1617  | 902   | Cerca stelle cadenti                             | 8 novembre 2002   | 25 novembre 2010 |
| 1618  | 903   | La tuta da supereroe                             | 15 novembre 2002  | 26 novembre 2010 |
| 1619  | 904   | Il set da spia                                   | 22 novembre 2002  | 26 novembre 2010 |
| 1620  | 905   | Il cuscino dei sogni                             | 29 novembre 2002  | 27 novembre 2010 |
| 1621  | 906   | La spilla della recitazione                      | 6 dicembre 2002   | 27 novembre 2010 |
| 1622  | 907   | Il parco divertimenti che ti accompagna a scuola | 13 dicembre 2002  | 28 novembre 2010 |
| 1623  | 908   | Il super megafono adulatore                      | 20 dicembre 2002  | 28 novembre 2010 |
| 1624  | 909   | Gli adesivi della rarità                         | 17 gennaio 2003   | 29 novembre 2010 |
| 1625  | 910   | La chiavetta molto più in fretta                 | 24 gennaio 2003   | 29 novembre 2010 |
| 1626  | 911   | Il diapason sdoppiatore                          | 31 gennaio 2003   | 30 novembre 2010 |
| 1627  | 912   | Il distintivo da sceriffo                        | 7 febbraio 2003   | 30 novembre 2010 |
| 1628  | 913   | Gli occhiali per le emozioni                     | 14 febbraio 2003  | 22 gennaio 2011  |
| 1629  | 914   | Vieni, unisciti a me!                            | 28 febbraio 2003  | 22 gennaio 2011  |
| 1630  | 915   | Api-cupido                                       | 14 marzo 2003     | 23 gennaio 2011  |
| 1631  | 916   | Il microfono cambia-intenzioni                   | 21 marzo 2003     | 23 gennaio 2011  |
| 1632  | 917   | Le etichette dello spavento                      | 4 aprile 2003     | 3 dicembre 2010  |
| 1633  | 918   | La micro torcia                                  | 11 aprile 2003    | 3 dicembre 2010  |
| 1634  | 919   | La borsa dei sentimenti                          | 18 aprile 2003    | 4 dicembre 2010  |
| 1635  | 920   | Lo spray boomerang                               | 25 aprile 2003    | 4 dicembre 2010  |
| 1636  | 921   | Il consigliere elettronico                       | 2 maggio 2003     | 5 dicembre 2010  |
| 1637  | 922   | Il raggio di luce salvavita                      | 9 maggio 2003     | 5 dicembre 2010  |
| 1638  | 923   | Il dischetto delle responsabilità                | 16 maggio 2003    | 6 dicembre 2010  |
| 1639  | 924   | Lo specchio scambia-persona                      | 23 maggio 2003    | 6 dicembre 2010  |
| 1640  | 925   | La mappa cambia-meteo                            | 30 maggio 2003    | 7 dicembre 2010  |
| 1641  | 926   | La squadra salva giocattoli                      | 6 giugno 2003     | 7 dicembre 2010  |
| 1642  | 927   | Il cappello del comandante                       | 13 giugno 2003    | 8 dicembre 2010  |
| 1643  | 928   | Il pepe ridolino                                 | 20 giugno 2003    | 8 dicembre 2010  |
| 1644  | 929   | Il kit gonfiafoto                                | 27 giugno 2003    | 9 dicembre 2010  |
| 1645  | 930   | Il tappeto volante                               | 4 luglio 2003     | 9 dicembre 2010  |
| 1646  | 931   | Il succhiapeso                                   | 11 luglio 2003    | 10 dicembre 2010 |
| 1647  | 932   | L'ascensore della quarta dimensione              | 18 luglio 2003    | 10 dicembre 2010 |
| 1648  | 933   | Le forbici taglia spazio                         | 25 luglio 2003    | 1º febbraio 2011 |
| 1649  | 934   | L'erba serena                                    | 1º agosto 2003    | 1º febbraio 2011 |
| 1650  | 935   | Il bastoncino fulmine                            | 8 agosto 2003     | 12 dicembre 2010 |
| 1651  | 936   | Il timbra-cellulare di famiglia                  | 15 agosto 2003    | 12 dicembre 2010 |

## Settima stagione
La settima stagione italiana dell'anime 1979 Doraemon comprende 56 episodi ed è stata trasmessa su Italia 1 dal 24 maggio 2012 al 5 dicembre dello stesso anno, sebbene tra giugno e novembre la trasmissione abbia subito una pausa. Gli episodi 991 e 992, inizialmente esclusi, sono stati immediatamente recuperati in occasione delle repliche, il 30 gennaio 2013.
| Nº Ja | Nº It | Titolo italiano                         | In onda           | In onda          |
| Nº Ja | Nº It | Titolo italiano                         | Giapponese        | Italiano         |
| 1652  | 937   | La videocamera scava memoria            | 22 agosto 2003    | 24 maggio 2012   |
| 1653  | 938   | La pesca nuvole                         | 5 settembre 2003  | 24 maggio 2012   |
| 1654  | 939   | L'ombra del samurai                     | 12 settembre 2003 | 25 maggio 2012   |
| 1655  | 940   | La carta assimilante                    | 19 settembre 2003 | 25 maggio 2012   |
| 1656  | 941   | La cannuccia soffia-fantasmi            | 10 ottobre 2003   | 28 maggio 2012   |
| 1657  | 942   | Il copia-marionetta                     | 17 ottobre 2003   | 28 maggio 2012   |
| 1658  | 943   | L'attira-tutto                          | 24 ottobre 2003   | 29 maggio 2012   |
| 1659  | 944   | Lo spray floreale                       | 31 ottobre 2003   | 29 maggio 2012   |
| 1660  | 945   | Il bastone anti-infortuni               | 7 novembre 2003   | 30 maggio 2012   |
| 1661  | 946   | Il cerotto delle promesse               | 14 novembre 2003  | 30 maggio 2012   |
| 1662  | 947   | La piramide portatile                   | 21 novembre 2003  | 31 maggio 2012   |
| 1663  | 948   | Il cuore delle emozioni                 | 28 novembre 2003  | 31 maggio 2012   |
| 1664  | 949   | La campanella ritorna-amicizia          | 5 dicembre 2003   | 1º giugno 2012   |
| 1665  | 950   | La tuta regola temperatura              | 12 dicembre 2003  | 1º giugno 2012   |
| 1666  | 951   | La gru inverti eventi                   | 9 gennaio 2004    | 4 giugno 2012    |
| 1667  | 952   | L'elefanspiratore                       | 16 gennaio 2004   | 4 giugno 2012    |
| 1668  | 953   | La TV della realtà virtuale             | 23 gennaio 2004   | 5 giugno 2012    |
| 1669  | 954   | Le spillette da cicala e da formica     | 30 gennaio 2004   | 5 giugno 2012    |
| 1670  | 955   | Le uova da sorgente termale             | 6 febbraio 2004   | 6 giugno 2012    |
| 1671  | 956   | Il catalogo dell'ambiente ideale        | 13 febbraio 2004  | 6 giugno 2012    |
| 1672  | 957   | Gli artigli del gatto                   | 27 febbraio 2004  | 7 giugno 2012    |
| 1673  | 958   | Il sasso dello spasso                   | 12 marzo 2004     | 7 giugno 2012    |
| 1674  | 959   | La polizia delle regole                 | 19 marzo 2004     | 8 giugno 2012    |
| 1675  | 960   | Il fischietto crea animali domestici    | 26 marzo 2004     | 8 giugno 2012    |
| 1676  | 961   | Il crea scorciatoie                     | 16 aprile 2004    | 15 novembre 2012 |
| 1677  | 962   | Le palline trasformine dei sette colori | 23 aprile 2004    | 15 novembre 2012 |
| 1678  | 963   | La marchio-patata                       | 30 aprile 2004    | 16 novembre 2012 |
| 1679  | 964   | La fascia della volontà                 | 7 maggio 2004     | 16 novembre 2012 |
| 1680  | 965   | La bacchetta del colore fortunato       | 14 maggio 2004    | 19 novembre 2012 |
| 1681  | 966   | Il costume di Poseidone                 | 21 maggio 2004    | 19 novembre 2012 |
| 1682  | 967   | Il maialino tutto vedo                  | 28 maggio 2004    | 20 novembre 2012 |
| 1683  | 968   | La melanzana gratificante               | 4 giugno 2004     | 20 novembre 2012 |
| 1684  | 969   | Il soffia-bolle-mi-dispiace             | 11 giugno 2004    | 21 novembre 2012 |
| 1685  | 970   | Il kit immagina e trova                 | 18 giugno 2004    | 21 novembre 2012 |
| 1686  | 971   | La mano magica                          | 25 giugno 2004    | 22 novembre 2012 |
| 1687  | 972   | Il set-nuvola-che-lava                  | 2 luglio 2004     | 22 novembre 2012 |
| 1688  | 973   | Il cappello dello spiritello            | 16 luglio 2004    | 23 novembre 2012 |
| 1689  | 974   | La guida turistica robot numero due     | 23 luglio 2004    | 23 novembre 2012 |
| 1690  | 975   | L'investigatore ficcanaso               | 6 agosto 2004     | 26 novembre 2012 |
| 1691  | 976   | La fuga                                 | 13 agosto 2004    | 26 novembre 2012 |
| 1692  | 977   | Il ventaglio moltiplica-coraggio        | 27 agosto 2004    | 27 novembre 2012 |
| 1693  | 978   | La tuta trasforma insetto               | 3 settembre 2004  | 27 novembre 2012 |
| 1694  | 979   | La capsula del noleggio anticipato      | 10 settembre 2004 | 28 novembre 2012 |
| 1695  | 980   | L'alter ego                             | 17 settembre 2004 | 28 novembre 2012 |
| 1696  | 981   | Il codino da samurai                    | 24 settembre 2004 | 29 novembre 2012 |
| 1697  | 982   | La tovaglia mangia-quel-che-vuoi        | 26 novembre 2004  | 29 novembre 2012 |
| 1698  | 983   | Gli adesivi spioni                      | 3 dicembre 2004   | 30 novembre 2012 |
| 1699  | 984   | Il set da super giornalista             | 10 dicembre 2004  | 30 novembre 2012 |
| 1702  | 985   | Il tesoro sommerso                      | 14 gennaio 2005   | 3 dicembre 2012  |
| 1703  | 986   | La stilo lettere perfette               | 21 gennaio 2005   | 3 dicembre 2012  |
| 1704  | 987   | L'anniversario di matrimonio            | 28 gennaio 2005   | 4 dicembre 2012  |
| 1705  | 988   | Il raggio prezioso                      | 4 febbraio 2005   | 4 dicembre 2012  |
| 1706  | 989   | Il dispositivo manovra tutto            | 18 febbraio 2005  | 5 dicembre 2012  |
| 1707  | 990   | Il cuore dell'amicizia con telecomando  | 25 febbraio 2005  | 5 dicembre 2012  |
| 1700  | 991   | Il fuoco del peperoncino piccante       | 17 dicembre 2004  | 30 gennaio 2013  |
| 1701  | 992   | Il ripetitore di realtà                 | 7 gennaio 2005    | 30 gennaio 2013  |